# Eger ostroma (1552)
Eger ostroma 1552-ben, az Oszmán Birodalomnak abban az évben a Magyar Királyság területén folytatott hadjárata utolsó hadi eseménye volt, amelyet az egri diadal elnevezéssel illet a magyar történelemtudomány és a nemzet emlékezete. Az 1552-es török hadjárat a királyi Magyarország és az Erdélyi Fejedelemség 1551-es egyesítési kísérletének megtorlására indult. A törökök kitartó várostromokkal igyekeztek meghódítani a végvárrendszerrel megerősített Magyar Királyságot. Ez a végvárrendszer hatékonyan működött és egészen az 1510-es évekig ellenállt az oszmán törökök hódítási kísérleteinek.
A „Nagy” és „Dicsőséges” I. Szulejmán szultán a ruméliai (európai) haderőt vetette be a pártharcoktól megosztott Magyar Királyság ellen. Az egyesített török seregek ősszel, a közeledő tél előtt szokatlanul későn, 1552. szeptember 9-én kezdték el ostromolni Eger várát, és azonnal erős tüzérségi tűzzel próbáltak rést ütni a falakon.
Az egri várban kis létszámú, többségében magyar várvédő katona állt szemben a szultán hadseregével. A vár ostromára korábbi források szerint 75 ezer török érkezett, míg Tinódi Lantos Sebestyén szerint 1935 védő szállt szembe a 150 ezer főt kitevő, két részből egyesült török sereggel. Az új évezred történelmi kutatásai alapján a török had létszáma vélhetően 30-40 ezer fő volt, ennek ellenére még így is veszedelmes túlerőt jelentett harcedzettségével és fegyverzetével. A törökök 38 napig ostromolták Eger várát. Pauler Gyula szerint a török hadsereg 140 ágyúval lövette a várat, és a védők 24 ágyúval védekeztek, míg a többszörös török létszámfölénnyel 2364 magyar várvédő nézett farkasszemet. A törökök azonban 1552. október 17-én, a hadiévad lejártával befejezték az ostromot. A védősereg a túlerővel szemben ötheti ostromban védte meg a várat, és a betegségek, valamint a közeledő hideg időjárás a török ostromlókat visszavonulásra kényszerítette.
Ha időben sikerült volna a törököknek a várat birtokba venniük, akkor elvághatták volna egymástól a Habsburgok által birtokolt északi és keleti országrészeket. Mivel Egert nem tudták bevenni, az északi hadi út fenyegetettsége megszűnt, és a felvidéki gazdag bányavárosok is megmenekültek egy későbbi török támadástól.

## Történelmi előzmények

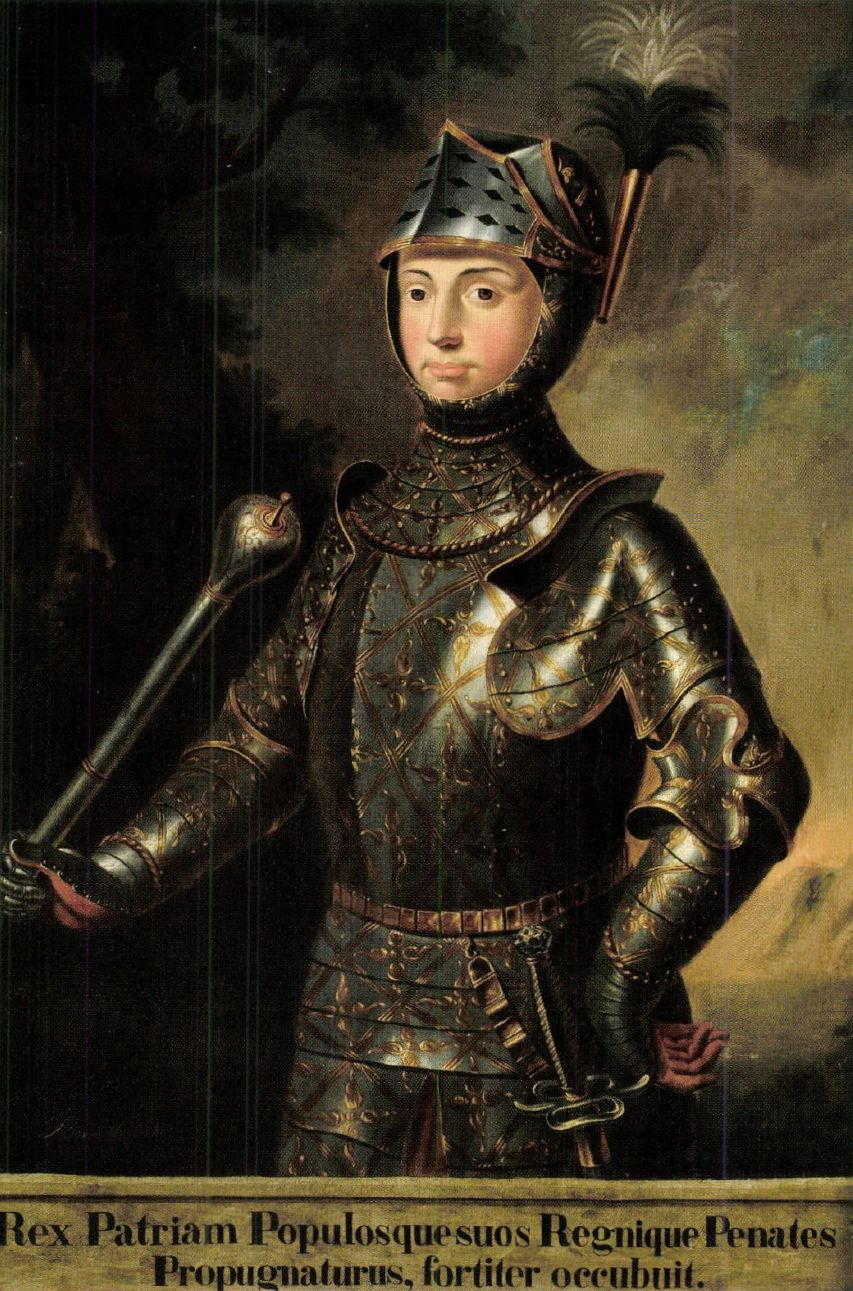
II. Lajos magyar király portréja. Sógora, Ferdinánd osztrák főherceg, a későbbi magyar uralkodó, már a mohácsi vereséget megelőzően is támogatást nyújtott Lajosnak a törökök elleni védekezéshez. A magyar trón megszerzése a 15. századtól a Habsburgok egyik legfontosabb célja volt

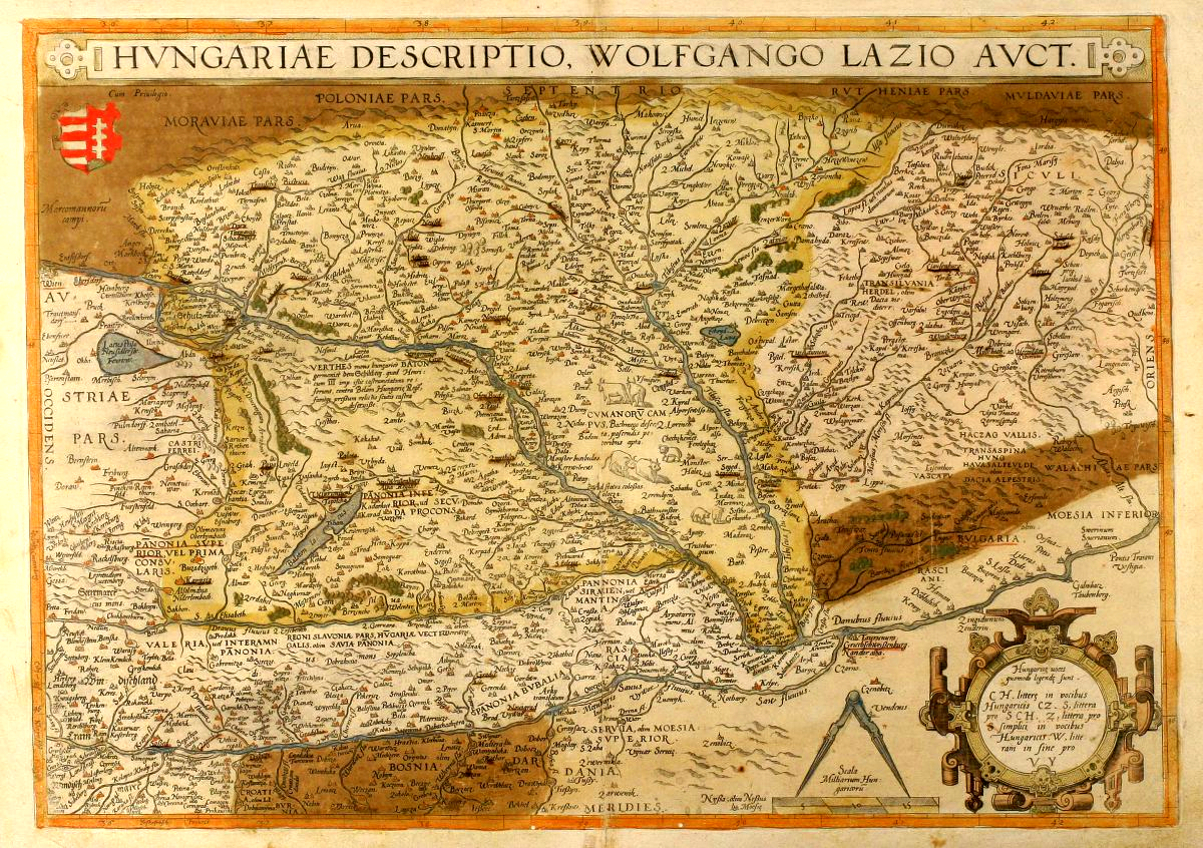
Abraham Ortelius magyar településeket ábrázoló térképe a Magyar Királyság területéről, amelyen Wolfgang Lazius 1556-ban felmért adatait és térképének tévedéseit, hibáit igyekezett kiigazítani

1526. augusztus 29-én a magyar király II. Lajos is odaveszett a mohácsi csatában, akinek azonban törvényes utódja nem volt. 1526. december 17-én a magyar és cseh rendek Ferdinándot választották királyuknak. Ez a választás azonban csak a Cseh Királyságban volt egyöntetűen támogatott, Magyarországon két részre szakadt a nemesség. A megüresedett trónra az ország urai két királyt választottak: a katolikus arisztokrata párt Habsburg Ferdinándot, a zömmel protestáns köznemesek pedig Szapolyai Jánost. Emiatt trónviszály lépett fel Ferdinánd, Ausztria uralkodó főhercege és Szapolyai között, amit polgárháború is tetézett. Ez kedvezett a terjeszkedő Oszmán Birodalomnak. Szapolyai idővel rájött, hogy országlása a török expanziót segíti elő, így 1538-ban Váradon titokban békét kötött korábbi, a bécsi udvarban székelő vetélytársával. Ez a szerződés azt jelentette, hogy Ferdinándra száll a Szapolyai uralma alá tartozó keleti országrész, akkor is, ha Szapolyainak fia születik.
János királynak 1540. július 7-én fiú utóda született, és ez okot adott neki arra, hogy felbontsa a Ferdinánddal megkötött egyezményt. Ferdinánd fegyverrel akart érvényt szerezni jogainak, s közel 30 000 fős sereget küldött Buda ostromára. 1541-ben a törökök segítségével az időközben (1540 júliusában) elhunyt I. János választott királyhoz hű pártnak sikerült visszavernie Ferdinánd csapatait. Kedvező alkalom volt ez I. Szulejmán számára, hiszen ha elfoglalja a magyar fővárost, meg tudja akadályozni a Magyar Királyság újraegyesítését.
Buda bevételével a Magyar Királyság három részre szakadt.
A hódítás során a török politika kihasználta a vallási vitákat is, ezért a protestánsokat pártolta, mert a katolicizmusban és a római pápában látták legelszántabb ellenségeiket.

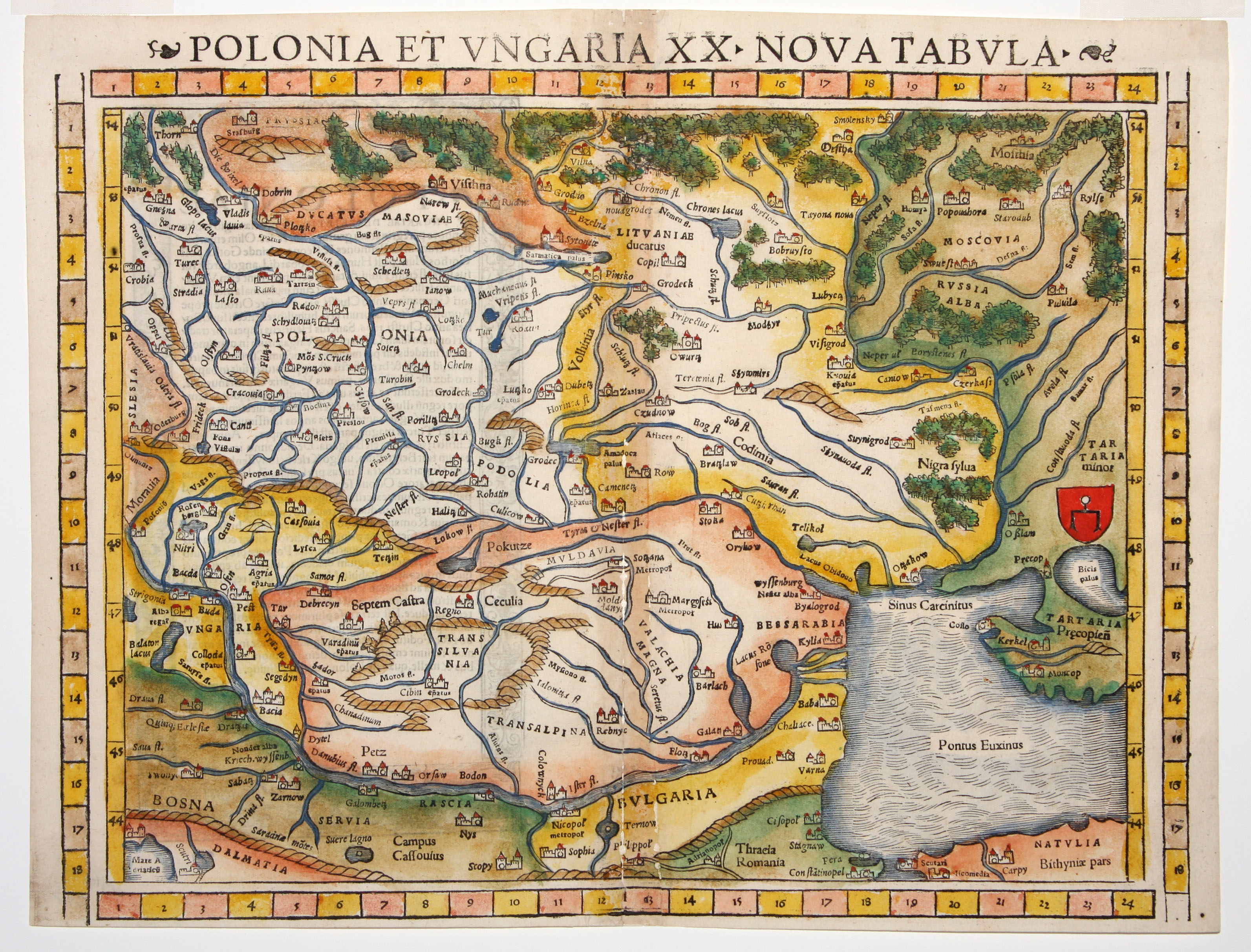
Sebastian Munster térképész korabeli, 1552-ben készült térképe

A három részre szakadt Magyar Királyság 1550-ben

A szultán Jagelló Izabella magyar királynét kicsiny gyermekével és gyámjával, Fráter György esztergomi érsekkel Erdélybe száműzte, amelyhez hozzákapcsolták a Tiszántúlt, valamint a Temesközt is.
A „Királyi Magyarországot” Habsburg Ferdinánd birtokolta, a középső országrészeket I. Szulejmán hódoltatta, a „Keleti Magyar Királyságot” és Erdélyt a Részekkel pedig az elhunyt Szapolyai János gyermeke, János Zsigmond irányította, bár ő csak névlegesen volt a királyi hatalom birtokosa, mert a politikai hatalom Fráter György erdélyi helytartó kezében összpontosult.
1551-ben Ferdinánd és Fráter György megpróbálták egyesíteni a Magyar Királyságot. Az 1549-es nyírbátori szerződés alapján Fráter helytartó átadta Erdélyt a Habsburgoknak.

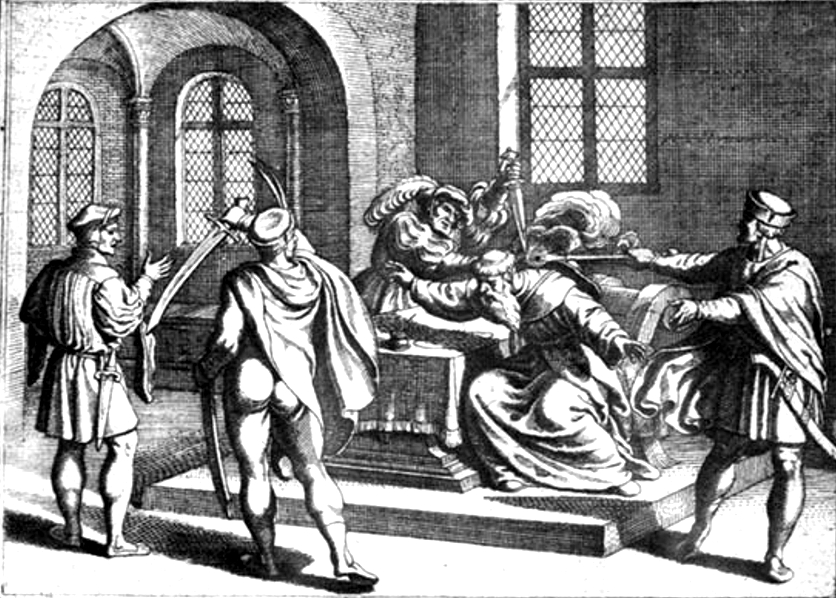
1551. december 17. Martinuzzi Fráter György meggyilkolása (17. századi metszet)

Az Erdély és a „Részek” átadására vonatkozó szerződés értelmében 1551 júniusában Giovanni Battista Castaldo vezetésével 7000 zsoldos hatolt be az átadott országrészek és Erdély átvételére. Izabella királyné azonban ragaszkodott a hatalomhoz, és csak a fegyveres túlerő hatására mondott le Erdélyről és fia, János Zsigmond trónigényéről. Fráter György diplomáciai manővereivel gyanút ébresztett a bécsi udvari körökben, így 1551. december 17-én őt, a bíborost, erdélyi vajdát, a három részre szakadt Magyarország keleti felének vezetőjét, az Erdélyi Fejedelemség megszervezőjét, Castaldo katonái Ferdinánd tudtával és beleegyezésével meggyilkolták. Mivel Martinuzzi György magas rangú egyházi személy volt, bíborosi rangot viselt, Bécs és III. Gyula pápa között igen komoly bonyodalmak keletkeztek. A pápai szentszék végül fölmentette a gyilkosokat Fráter György meggyilkolásának vádja alól. Fráter György (Utyeszenovics Martinuzzi Georgius) testét a gyulafehérvári székesegyházban temették el. Sírfelirata: Omnibus moriendum (Mindenki halandó).

### Az 1552-es török hadjárat

#### Okai
- 1551 tavaszán a török birtokában Pécs, Fehérvár, Esztergom, Vác, Nógrád, Hatvan és Szeged magyar végvárai voltak. Az 1551. évi hódító hadjárat során Temesvárnál és Lippánál vereséget szenvedtek a törökök Fráter Györgytől, és emiatt a szultán megharagudott.[21] Ezzel az 1547-es Drinápolyban kötött békének(wd) vége szakadt.[22][22]
- Fráter György ámítgatta a szultánt – valójában csak időt akart nyerni –, Erdéllyel kapcsolatban, majd végül átadta a már 1003 óta a Magyar Királyság uralma alatt lévő Erdélyt és a keleti országrészeket Habsburg Ferdinánd magyar királynak. Ezért a szultán becsapva érezte magát.
- A török veszély miatt, I. Ferdinánd utasítására, 1550–51-ben, a régi szolnoki földvár helyén Szolnokot új városfallal vették körbe (részben Dobó István terve szerint), gyenge várát megerősítették. Élére Nyáry Lőrincet nevezték ki. Ez az új erősség nem illett a török terveibe.

#### Stratégiai céljai
- Kiterjeszteni a Budára vezető hadiutat kelet felé a Tiszán túlra, nyugat és észak felé. Ezáltal Buda török uralma biztonságosabbá válna. Az újonnan meghódított várakat, erősségeket a Budai vilajet védőgyűrűjéhez csatolnák.
- Nagyobb rést ütni a nyugati országrész és az Erdélyi Fejedelemség közé.
- Közelebb kerülni az északi országrészhez, a Felvidékhez és azok fontos útjaihoz, amihez Eger kulcsfontossággal bírt.
- A török szultán nem tűrte, hogy a katolikus Habsburg király elorozza tőle vazallus tartományát, Erdélyt. Egyszer és mindenkorra el akarta fojtani a magyar és osztrák országegyesítési kísérleteket.

#### A hadjárat fő eseményei
I. Szulejmán szultán mindezekért újabb hódító hadsereget küldött a politikailag megosztott Magyar Királyság ellen. Hadseregének főparancsnoka a Konstantinápolyból induló Kara Ahmed pasa, a teljhatalmú szerdár volt. további parancsnokok pedig a horvát származású Szokoli Mehmed (Sokolović) ruméliai beglerbég és egy másik kisebb török hadtesttel pedig Hadim Ali, a budai pasa indult útnak Budáról.
A török seregek elől elmenekültek Ferdinánd magyar király rosszul fizetett zsoldoskatonái, és a magyar lakosság is. Több magyar várat védelem nélkül a sorsukra hagytak. Ahmed seregének célja a Temes-vidék megszerzése volt, míg Hadim Alinak Hont és Nógrád várait kellett elfoglalnia, így biztosítva az utat a gazdag felvidéki bányavárosok felé. A hadjárat során elfoglalták Temesvárt, Veszprémet, Szécsényt, Hollókőt, Bujákot, Lippát, Lugost, Karánsebest, Drégelyt és több kisebb erősséget. Hadim Ali pasa Buda felől, Ahmed vezír pedig Erdély felől vonult fel. A két sereg Szolnok alatt egyesült, majd a szolnoki várat is elfoglalta, és Felső-Magyarország kapuja, Eger ellen fordult.

## Eger stratégiai jelentősége

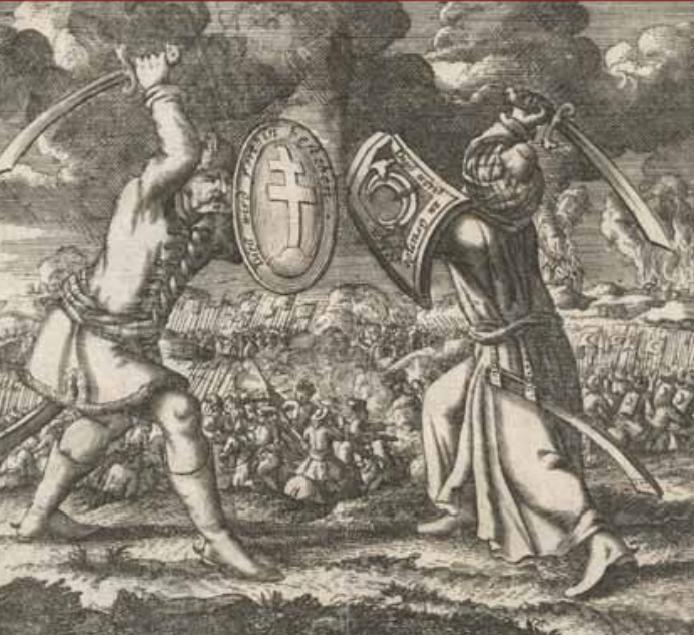
„Ó én édes hazám, te jó Magyarország! Ki kereszténységnek viseled paizsát…”
Balassi Bálint. Keresztény magyar–muszlim török összecsapás korabeli allegórikus ábrázolása

I. Ferdinánd új szerzeménye Erdély lett. Viszont I. Szulejmán oszmán szultán a Magyar Királyság területének közepét ék alakban az Alföldet elfoglalva egészen a Dunakanyarig uralta. Ezért Ferdinánd hadi útja a Felvidéken és Eger városán keresztül haladt, s az uralkodó csak ezen az úton tudta tartani a kapcsolatot az új tartományával. Ha Eger elbukik, akkor az uralkodó elvesztette volna utánpótlási útvonalát Erdéllyel – a törököknek éppen ez volt a céljuk –, ahol az odaküldött Castaldo zsoldosserege állomásozott. Másrészről nyitva lett volna a törökök számára az út Felső-Magyarország felé, a következő erősségig, Kassa váráig és a gazdag bányavárosokig.

## Felkészülés a török támadásra
A vár építésének pontos időpontjáról nincsenek adatok. A kutatók a fennmaradt források alapján a 13. század második felére teszik a dátumát. Akkor még püspöki lovagvárként funkcionált, nevét pedig „Szent János” vagy „Szent János evangélista váraként” említik az oklevelek. Az 1540-es évek végén, az akkori kor rohamosan fejlődő haditechnikájához mérten az egri vár elavultnak volt tekinthető.

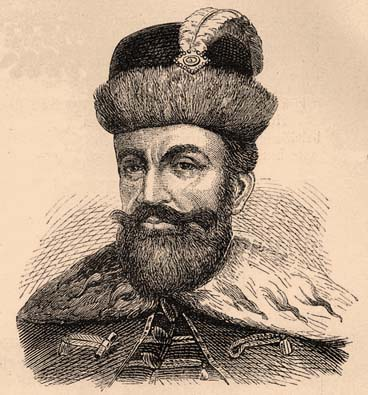
Perényi Péter koronaőr

Amikor az egri vár a hatalmas kiterjedésű egri püspökség jövedelmeivel együtt Perényi Péternek, I. Ferdinánd magyar király kancellárjának, a magyar hadsereg főparancsnokának és a Szent Korona őrének tulajdonába került, lehetőség nyílt a régi vár teljes átépítésére. Perényi Alessandro da Vedano itáliai hadi építész, várépítő mestert bízta meg az átépítések irányításával. A székesegyház már álló szentély falaiból alakították ki 1537 és 1548 között, a vár átépítésekor a hatalmas Szentély-bástyát. 1543-tól Varkoch Tamás, Perényi várnagyának parancsnoksága alatt az építkezések eredményeként, a vár és az ódon püspöki erőd elvesztette középkori lovagvár jellegét, és teljesen új funkciót nyerve a török terjeszkedés elleni erősséggé, végvárrá alakult. Perényi a törökökkel való egyezkedések vádja miatt gyanúba került, azzal a váddal, hogy a török fennhatóságának elismerésével a maga számára akarja megszerezni a királyi trónt, ezért Ferdinánd elfogatta és holtáig fogságban tartotta.
Dobó István korábban Török Bálint nándorfehérvári bán udvarában szolgált mint hadnagy, de Török Bálint török fogságba kerülése után Ferdinánd király szolgálatába lépett. Tőle kapott első fontos feladata, az adók és az egyházi tized behajtása volt az egri püspökség területén. Az egri vár ekkor még a református Perényi Péter koronaőr várkapitányának, Varkoch Tamásnak kezében volt, aki csak Perényi szabadon bocsátása fejében adta át az erősséget.

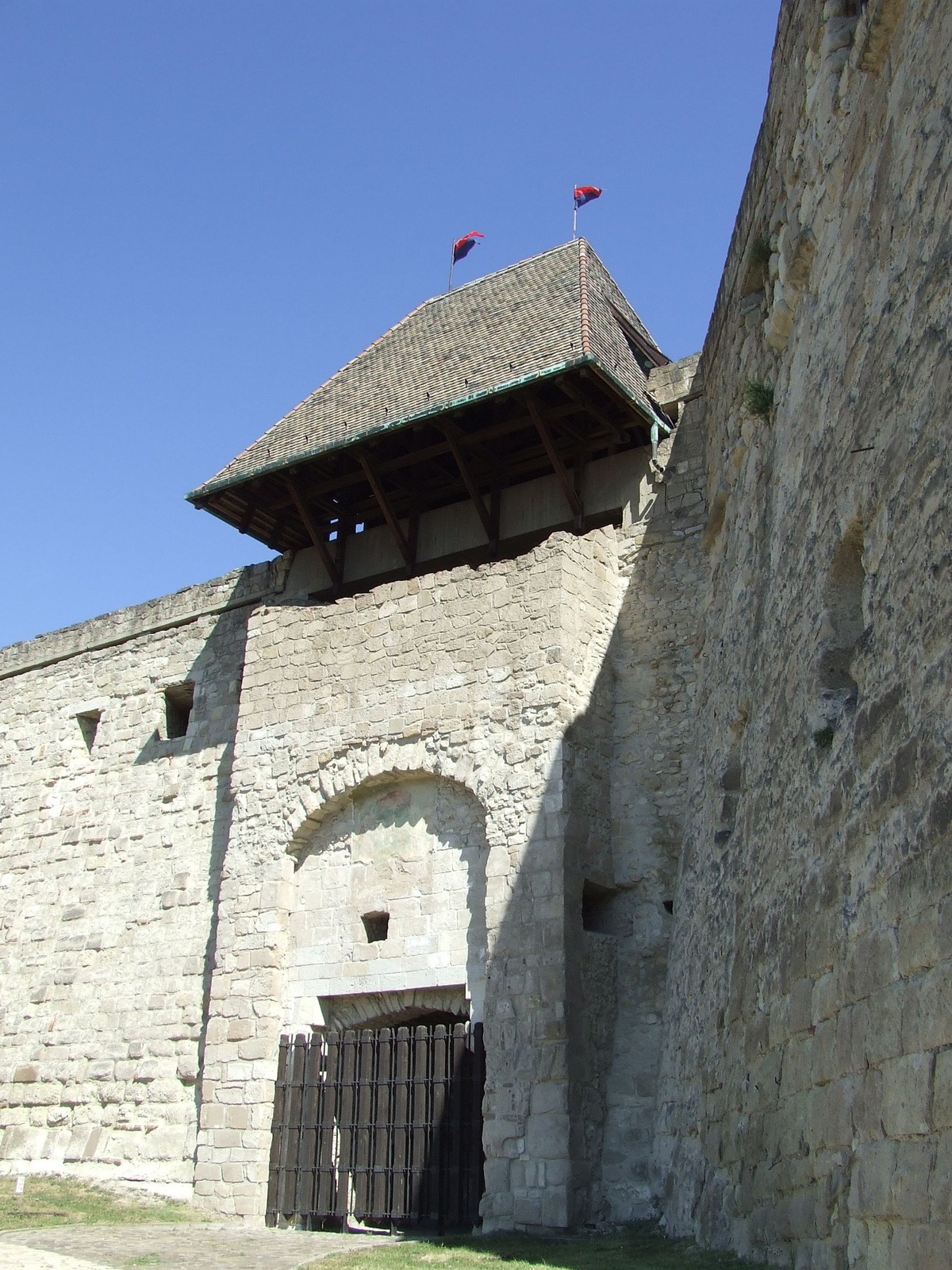
A Hippolit-kapu

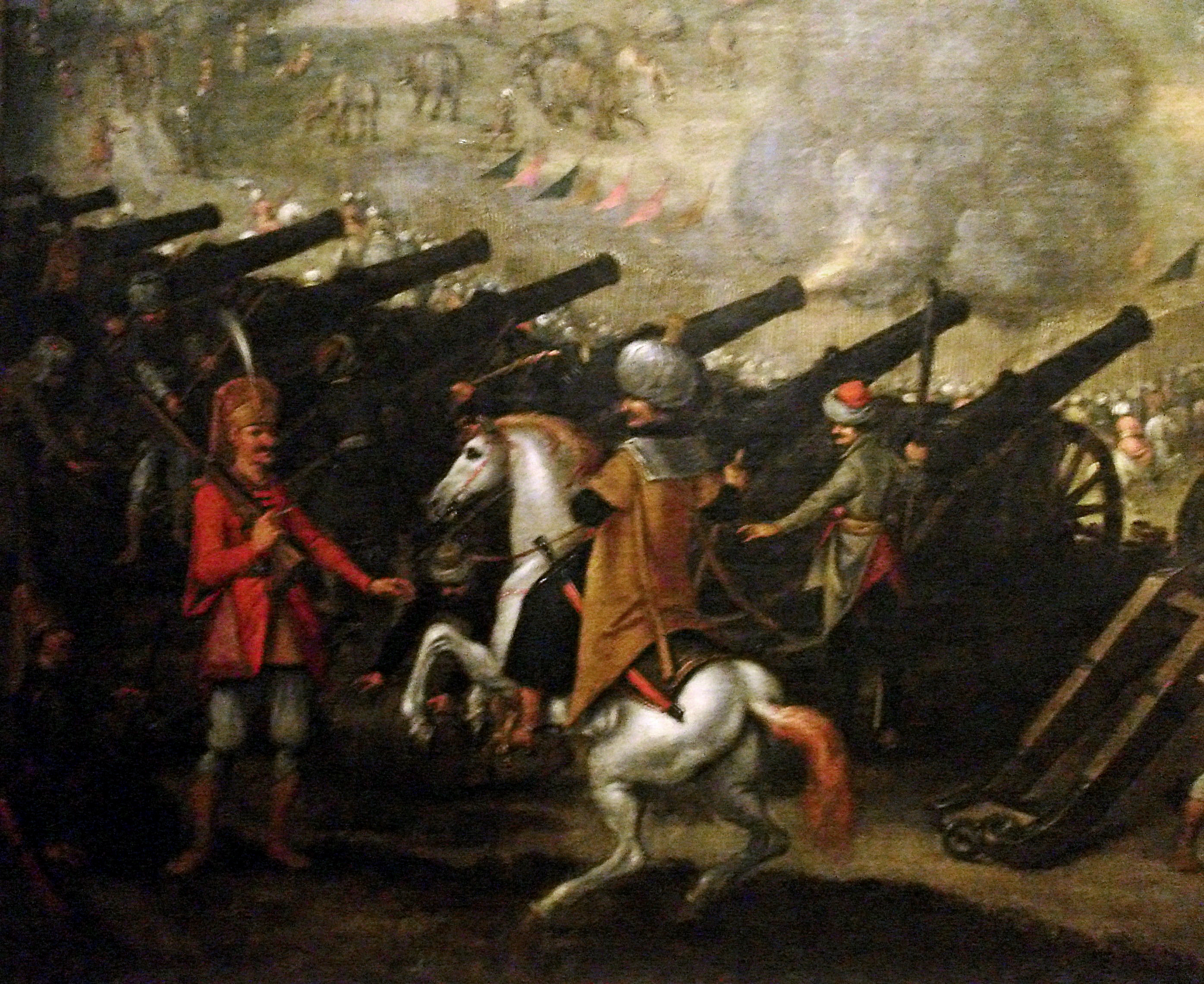
Török tüzérek Esztergom ostrománál (1543)

1548-ban került ismét Ferdinánd király kezére az egri vár. Várkapitányokká Dobó Istvánt és Zay Ferencet nevezték ki. 
Felséges Fejedelem, nekem mindig kegyelmes Uram! Állandó és örökké hű szolgálatomat (ajánlom). Az előző leveleimben, amelyeket a törökök panaszai ellen Felségednek küldtem, megírtam, hogy a törökök valóban nem tesznek egyebet, minthogy gonoszságukat ellenünk fordítják. Most is tegnap naplemente előtt Bebek Ferenc és Perényi Gábor urak Barla nevezetű birtokát itt, Heves megyében, felséged ezen egri várától 2 mérföld távolságra a hatvani törökök elpusztították, és a szerencsétlen lakosokat gyerekeikkel együtt, amennyit csak elfogni tudtak, rabságba és siralmas szolgaságba hurcoltak. Egy másikat azok közül az elfogottak közül, akiket a dézsma fejében hurcoltak el, tudniillik felséged egy gyöngyöspüspöki jobbágyát, Hatvanban kegyetlenül meggyilkolták. Megértheti felséged, hogy a török nem tartja be a fegyverszünetet, én pedig a szokásos jövedelmeket sem merem behajtani az alsóbb részekről, nehogy a törökök panaszkodhassanak.

Isten tartsa meg felségedet jó szerencsében!
Eger várából, 1548. Szent Demeter ünnepén.

Ruszkai Dobó István
Dobó 1550-ben, a szolnoki vár megerősítési munkálatai során ismerkedett meg Sulyok Sárával, akit még abban az évben feleségül is vett. Felesége családján keresztül rokonságba került a Török, Balassa, Bocskai és Somlyai Báthori-családokkal. Az előző időszak protestáns kapitányaival ellentétben Dobó katolikus volt. Ugyanezen év novemberében nevezték ki Oláh Miklóst érdemei elismeréséül egri püspöknek és kancellárnak, aki a családjára is kiterjedő magyar nemességet kapott. Oláh Miklós Heves vármegye örökös főispáni tisztét is viselte. A püspök és főispán távollétében Dobó István gyakorolta a püspök földesúri és főispáni tisztét is. Az egri vár jövedelmeit a király és a püspök által kötött szerződés alapján három részre kellett osztani: egyharmadát a püspökség kapta, egyharmadát a vár megerősítésére kellett fordítani, egyharmadából pedig a várőrség zsoldját kellett fizetni. Ezt a döntést a király azért hozta, mert Buda 1541-ben török kézre jutott, így Eger vált a Habsburg uralom alatt maradt Királyi Magyarország legfontosabb védőbástyájává. A Tisza melléki nemesek az egri vár megerősítéséről 1544. július 6-án Sajószentpéteren gyűlést tartottak. Kötelezték magukat arra, hogy az egri püspökség egyházi tizedeinek beszedési jogát – melyet korábban lefoglaltak – visszaadják a királynak, hogy a befolyt pénzből a király a várat megerősíttethesse. A pénz beszedésével az uralkodó Dobó Istvánt bízta meg.

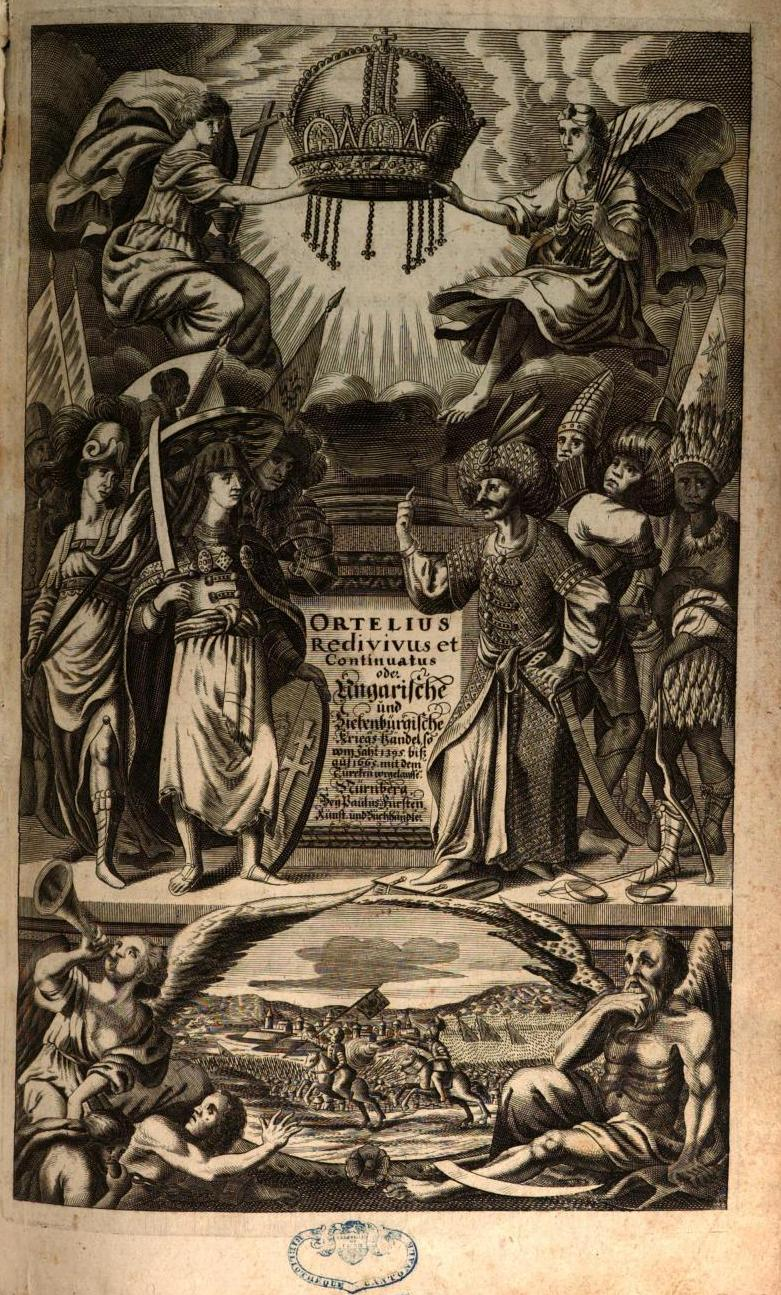
Hieronymus Ortelius Redivivus et continuatus oder der Ungarischen Kriegs-Empörungen historische Beschreibung... című krónikájának címképe. A szerző összegyűjtötte a törökkel való összes összecsapást 1395-től a 17. századig

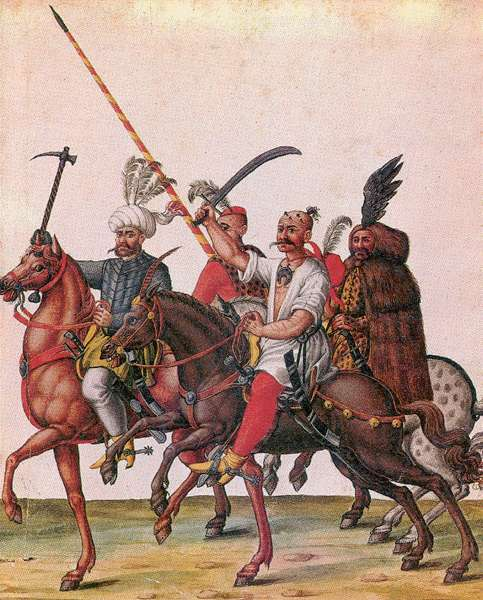
Portyázó török lovasok

Dobó István 1548–1552 között szorgalmas erőfeszítéssel szerelte föl az elhanyagolt várat a török elleni védekezésre. 1552 nyarán csak 400 katona állomásozott az egri várban, fele részben gyalogos, másik fele lovas katona volt. Dobó István kémeket foglalkoztatva, június 7-én értesült a török hadmozgásokról. Dobó erősítést kért, a trónörököstől, Miksa főhercegtől és Oláh Miklós esztergomi érsektől június 12-én, később elküldte Káldy Jánost és Csiga Jánost a Borsod vármegyei közgyűlésre, illetve Lakatgyártó Jakabot Besztercére segítségeket kérni.
Július 19-én Miksa főherceg utasította Pető Gáspár, Bornemissza Gergely és Zoltai István hadnagyokat, hogy csapataikkal azonnal vonuljanak be az egri várba, és intézkedett, hogy Erasmus von Teufel (a magyarok Ördög Rézmánnak vagy Ördög Mátyásnak hívták) és Agostino Sbardelatti váci püspök gondoskodjon Eger és Szolnok védelméről.
Vitézök ezök: egy Pető Gáspár,

Zoltai István szép lovagokval,

Az Bornemissza Gergely deákval,

Bémentek vala nagy szép drabantokval
A várkapitány további futárokat küldött Perényi és Bebek Ferenc főurakhoz július 26-án, és Teufel német zsoldosvezér még mindig azt tudta csak jelenteni a főhercegnek, hogy Eger és Szolnok őrségének száma nem elegendő, ha ostromuk bekövetkezik. Dobó István a segítségadást sürgető királyi leveleket külön futárokkal küldte szét a felvidéki megyékhez, amelyekben hadisegélyt kért. Legjobb felderítőit elküldte Budára, Hatvanba, a Temes vidékre, Váradra. A hónap végére már tudták, hogy a budai pasa is Eger ellen vonul, erre a királyi haderőt az elesett Drégely vára ellen küldte, hogy a budai pasát lekössék és az ne vonuljon Eger ellen. Miksa felszólította a vármegyéket: azonnal küldjék a megígért csapatokat Egerbe, és utasította Teufel győri főkapitányt, Sforza Pallavicini zsoldosvezért (Fráter György gyilkosát) és Sbardelatti váci püspököt, hogy együttesen 300 darabontot küldjenek Egerbe.

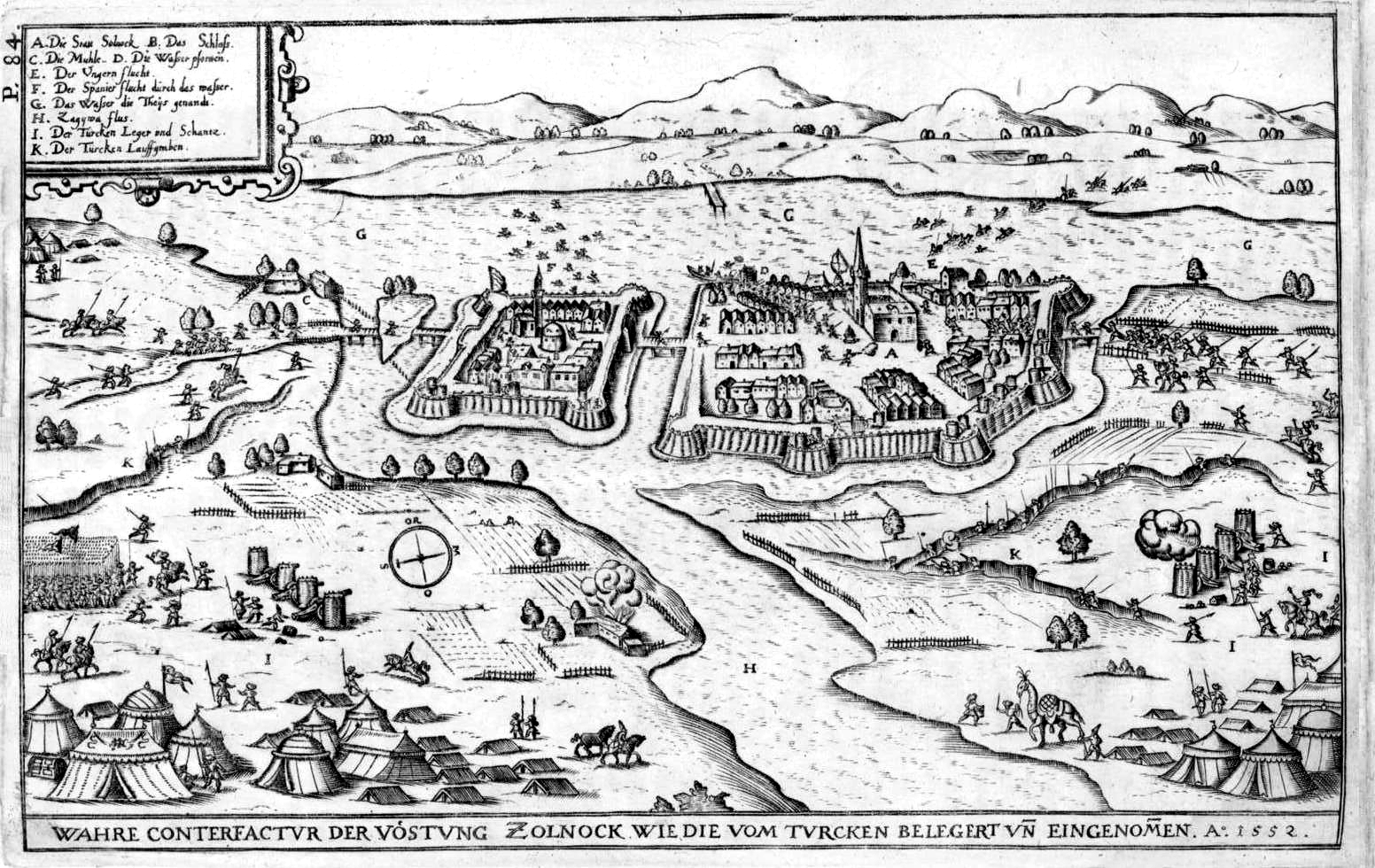
Az újjáépített és korszerűsített szolnoki vár 1552. évi ostroma Ortelius művéből

Balassa Menyhért dunáninneni országos főkapitánynak Temesvár eleste után Eger védelmére és felmentésére kellett volna sietnie, de 200 lovasával visszahúzódott Erdélybe, a nemesi felkelés összehívásának sikertelenségére hivatkozva, bár Castaldo Debrecen és Szolnok védelmében nélkülözhetetlennek tartotta.
Drégely eleste után egymás után estek el a várak Nógrád és Hont vármegyében, Gyarmat, Ság, Szécsény, Bussatornya, Hollókő és Buják. Fülek várának felmentésére komoly sereget gyűjtöttek össze de, 1552. augusztus 11-én Palástnál a csatában elesett (Dudich) János Ágoston váci püspök, Erasmus von Teufel győri főkapitány és Sforza Pallavicini pedig török fogságba került, így megsemmisült az egyetlen királyi sereg, amely a mohácsi csatavesztés óta először vette fel a harcot a törökkel.
Miksa ezért a Felvidékhez fordult – Thurzó Ferenc érsekhez és Balassa János főispánhoz, aki 1550-ben Szolnok várának kapitánya volt –, hogy küldjenek Egerbe és Szolnokra 600 katonát, a kassai kapitány pedig 150 lovast! Haladék nélkül küldjenek át a pozsonyi várból puskaport, ágyút és ólmot. Castaldót utasította, hogy Nagyváradról vigyen ostromszerkezeteket, Varkocs Tamás kapitány és az őrségét, az ágyúikkal együtt evakuálja Szolnokra vagy Egerbe. Dobó István budai kéme augusztus 20-án már biztosra vette Eger megtámadását, ezért levelet írt testvéreinek és tájékoztatta őket. A török elől Debrecenbe menekült Tót Mihály szegedi bíró hajdúsereget gyűjtött, majd megrohanta és visszafoglalta Szeged városát. A várat már nem tudta bevenni, a Budáról érkező török seregek néhány nap múlva újra elfoglalták a várost. A Szolnok várához igyekvő török hadakat Tót Mihály csapatai megtámadták.
Ezen esemény közben híre jött, hogy Szegedin várának előbbi szerdárja, a Tót Mikhál nevű tévelygő átkozott igen sok hitetlen hajdút gyűjtött össze és az iszlám hadseregét meg akarta lepni. Az ellenség elhárítása végett egy csapat gázi küldetett el, akik az átkozottakkal szembeszállottak. A harc és a küzdelem szűkké tette ama mezőt a gyauroknak, a pokolra valókat bekerítették és közrefogták. A villogó kardokkal porba döntvén az alávalók seregét, ama mezőt megfestették a gyaurok vérével és állapotukat siralmasra változtatták. Egy ember sem menekült meg. Főnöküknek, a nevezett átkozottnak egy fia elfogatván, megtört szívvel és összekötözött kezekkel a szultáni táborba vitetett.

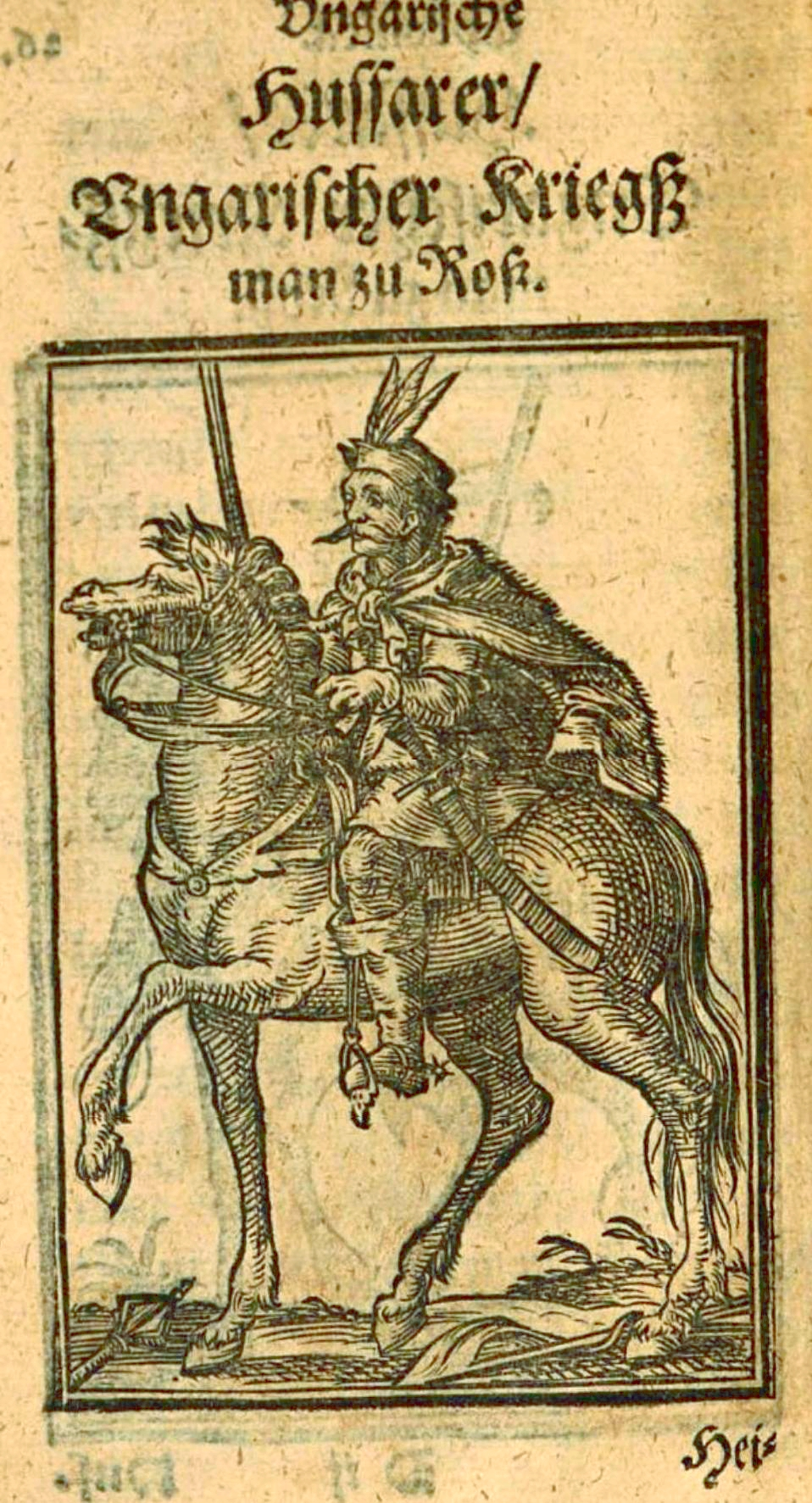
Korabeli magyar lovaskatona. Illusztráció Wilhelm Dilich (1571–1650) Ungarische Chronica művéből

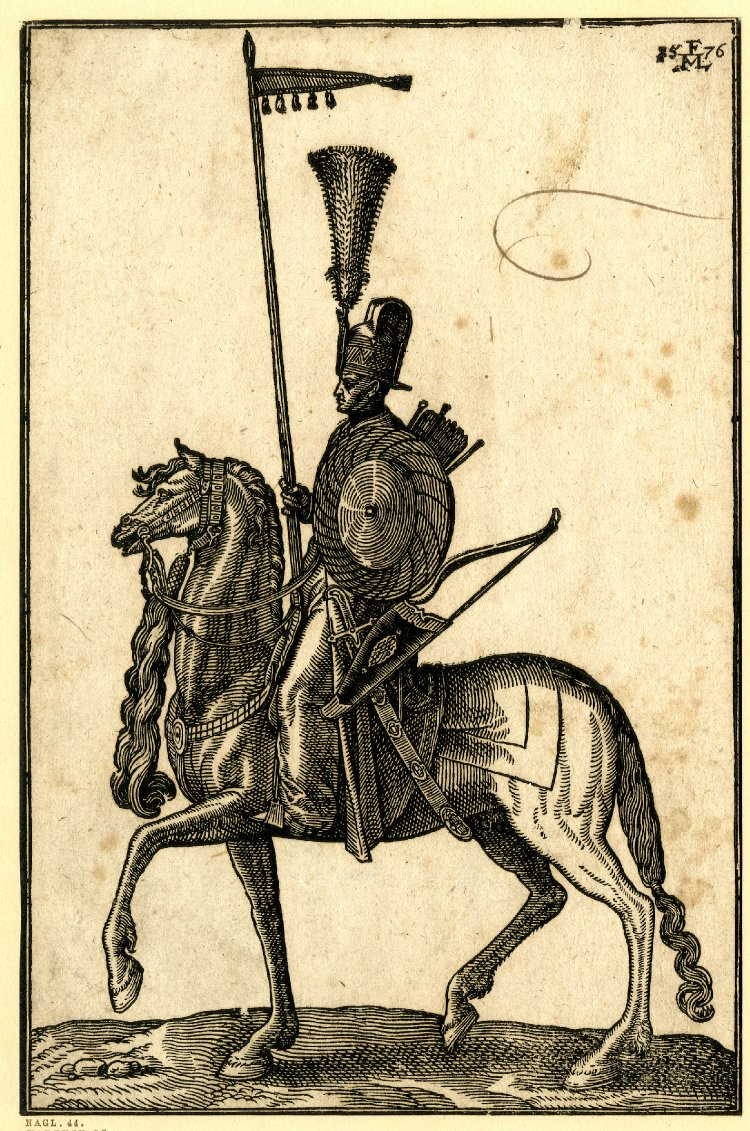
Korabeli török lovaskatona. Melchior Lorck Illustrations de Wolgerissene und geschnittene Figuren sampt shönene türckischen Gebaüen című művéből

A budai pasa augusztus 24-én elkezdte lövetni Szolnok várát. Dobó és Mecskey Rátkay Pált kérte fel, hogy járjon közbe Ferdinánd királynál, hogy nehogy késlekedjék a hadi segítséggel, mert amikor már bezárul a vár körül az ostromgyűrű, akkor az már túl késő lesz. Augusztus 28-án megérkezett Győr várába a német szászoktól az erősítésként küldött 11–15 000 katona, ők azonban csak tétlenül és közömbösen várakoztak. Erre a hírre írta keserűen a sok ígérgetés elmaradása után Dobó István a király zsoldosvezérének, Giovanni Battista Castaldónak:
Segedelmet csak Istentől várunk, nem az emberektől.
A várak oly rosz karban vannak, hogy nem képesek ellentállani, ha ellenség alattuk megjelen, és menten meghódolnak, mert kivülről sem kapnak segélyt. Magyarország oly nyomoruságban teng, hogy az anya elveti gyermekét, a férj elhagyja nejét és őrültként fut az ellenség elől. Isten keze annyira rajtunk fekszik haragjában, hogy mig a mezőn, a szabadban a fegyver öldököl, a városokban és falvakban a dögvész pusztit. Elejétől fogva féltem én ettől, és előre láttam mindent, mert a nálunk uralkodó rendből mindezt könnyü volt következtetni. Oly nemzet uralkodik rajtunk, mely magát sem tudja kormányozni: hol pedig az ur alattvalójában nem bizik, ott az alattvalótól sem vár készéges szolgálatot. A király részt akar venni a háboruban és Pozsony felé készül, de mi haszna lehetne e késő hadjáratnak, nem tudom, sőt még csak el sem goldolhatom.
Szeptember 1-jén a várvédők felszólították Werner Györgyöt, a Magyar Kamara pénztárnokát és kassai hadbiztost, hogy a királyi parancsnak tegyen eleget és küldjön gyalogosokat Egerbe vagy Szolnokra. Még Csapi egri tizedesnek sikerül bejutni a szolnoki várba Dobó lelkesítő szavaival, de ott már a pártoskodás és szökések volt napirenden. Szolnok harmadikán elesett, ami után a török vezír levelet küldött Eger várába, hogy a gyaurok adják fel a várat. Ferdinánd király négy zászlóalj zsoldost parancsolt Egerbe, de senki sem indult el.

## Az egri ostrom korában élt történelmi személyiségek

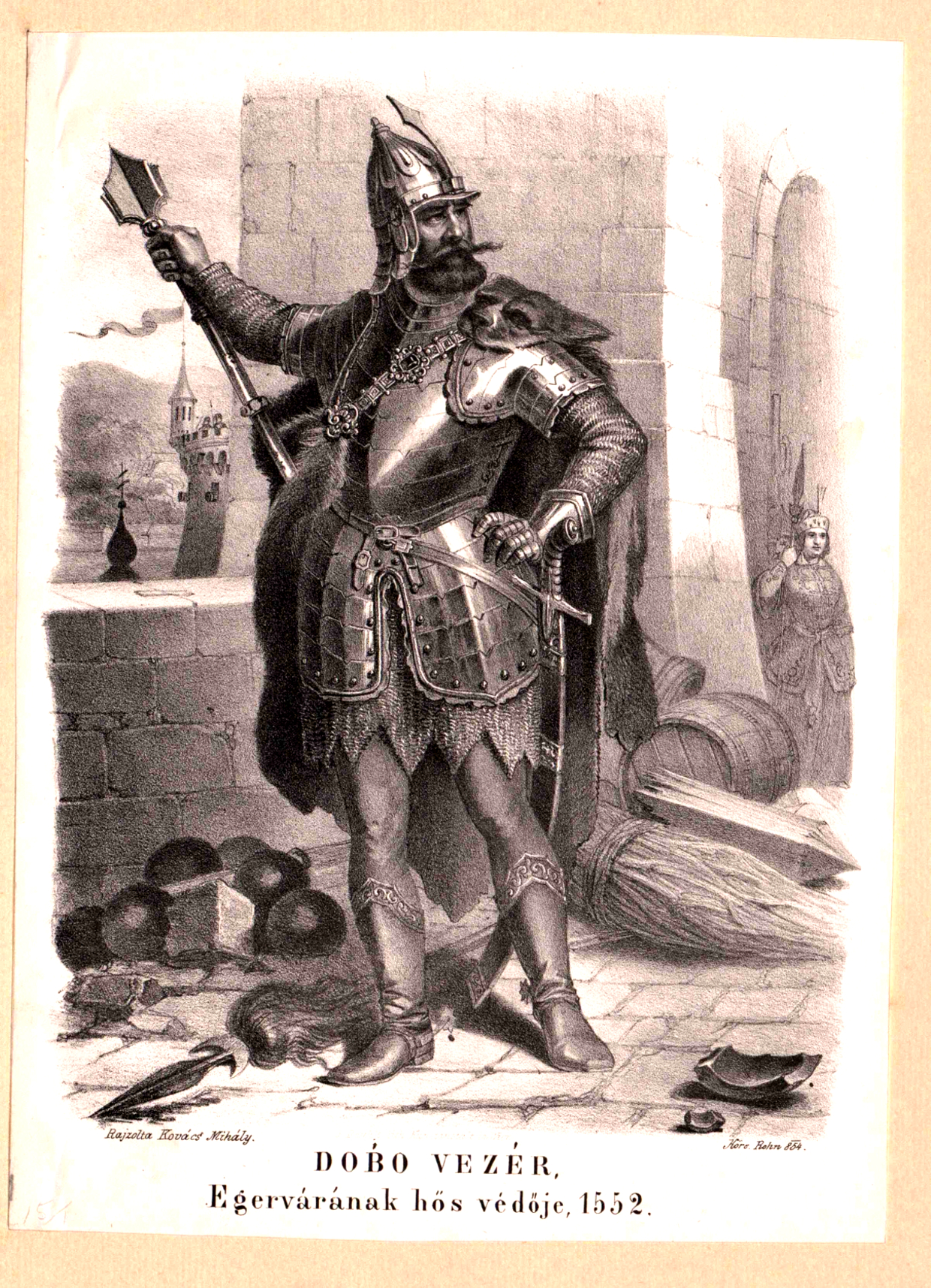
Dobó István, a várat sikerrel védő főkapitány, „a kereszténység Herkulese”
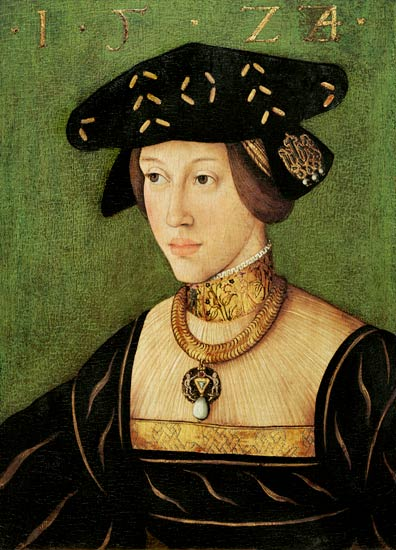
Habsburg Mária magyar királyné II. Lajos magyar király özvegye nem fogadta el Szapolyai János házassági ajánlatát, kisodródott a magyarországi politikából
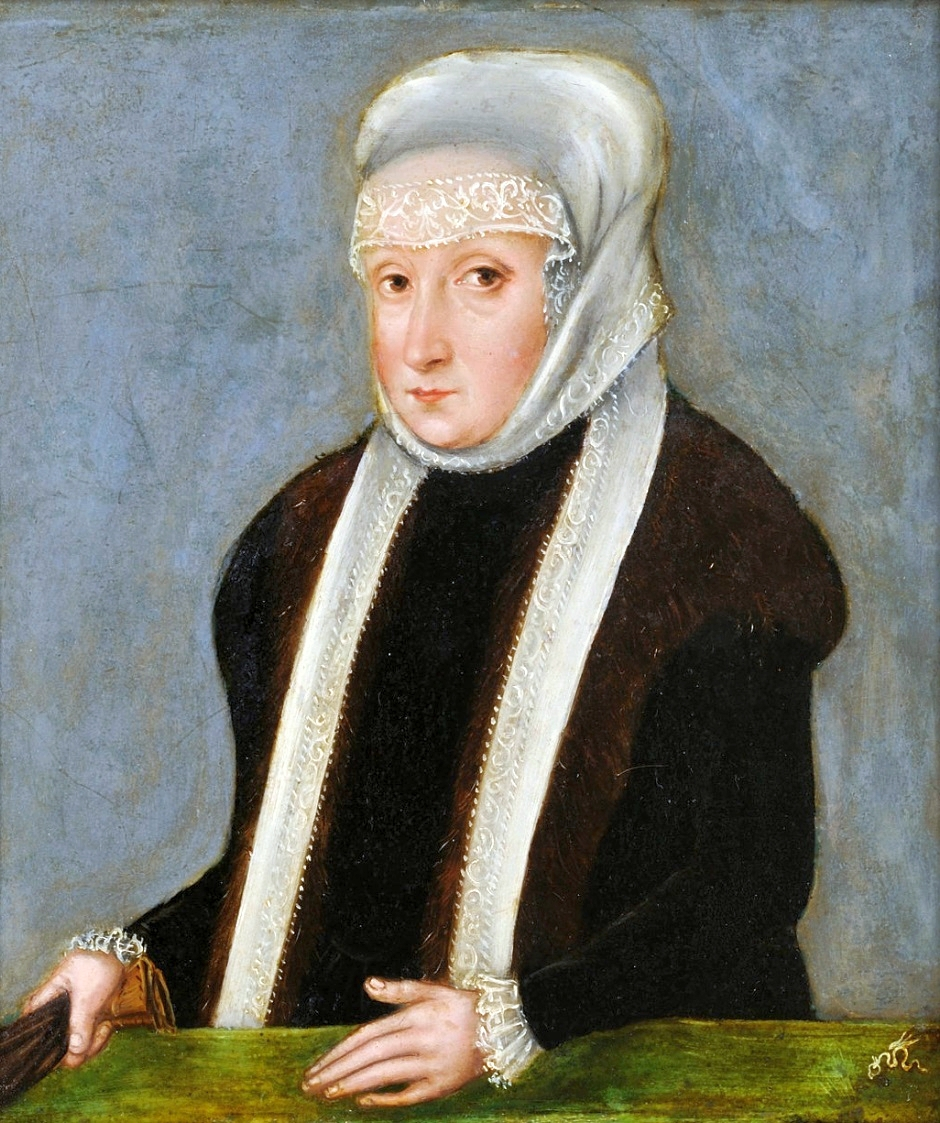
Jagelló Izabella magyar királyné I. János magyar király özvegye, II. János magyar király (János Zsigmond) erdélyi fejedelem anyja
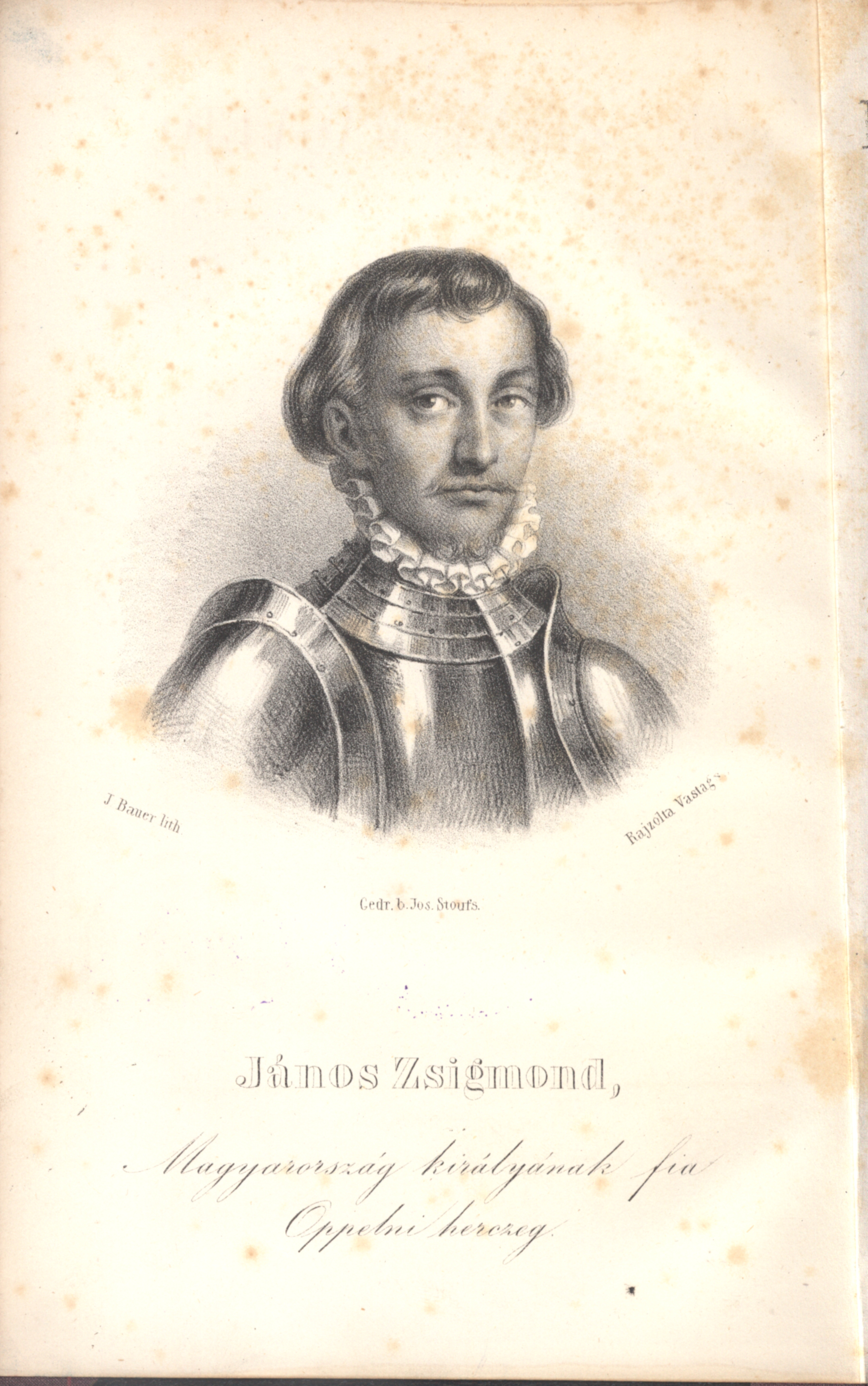
János Zsigmond II. János néven választott magyar király (rex electus, non coronatus)
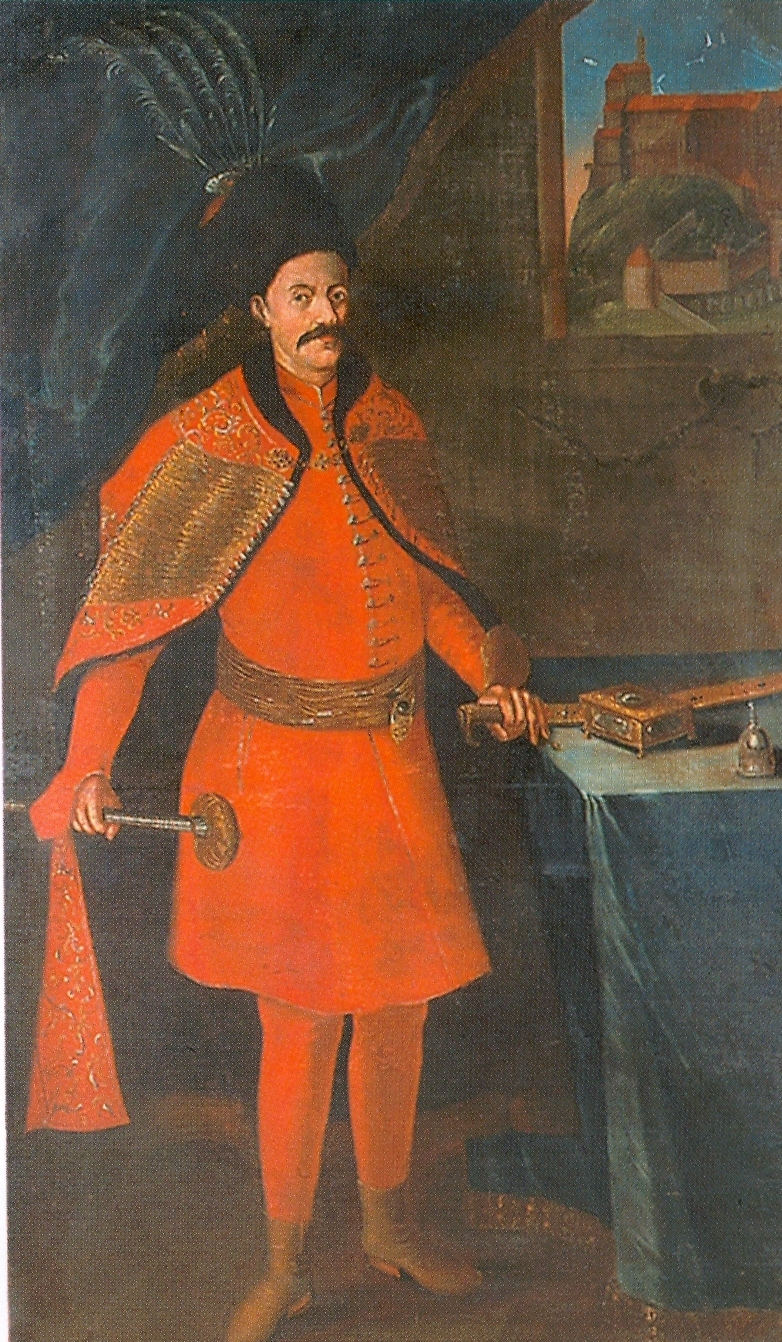
Batthyány Ferenc horvát bán
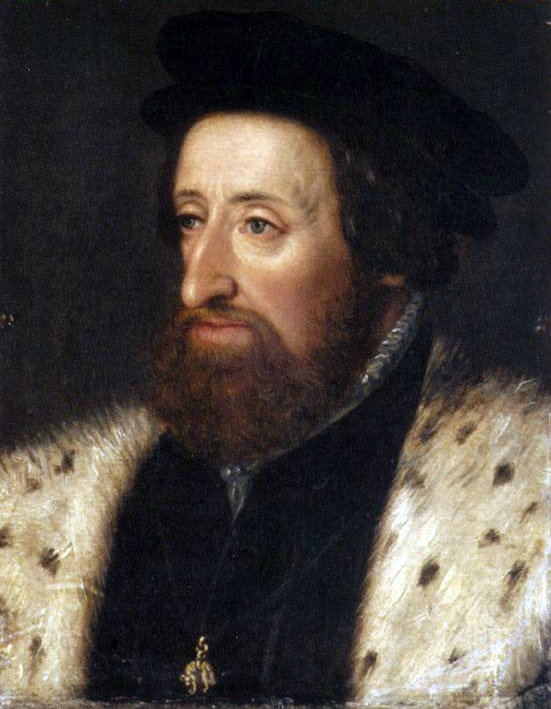
Habsburg Ferdinánd
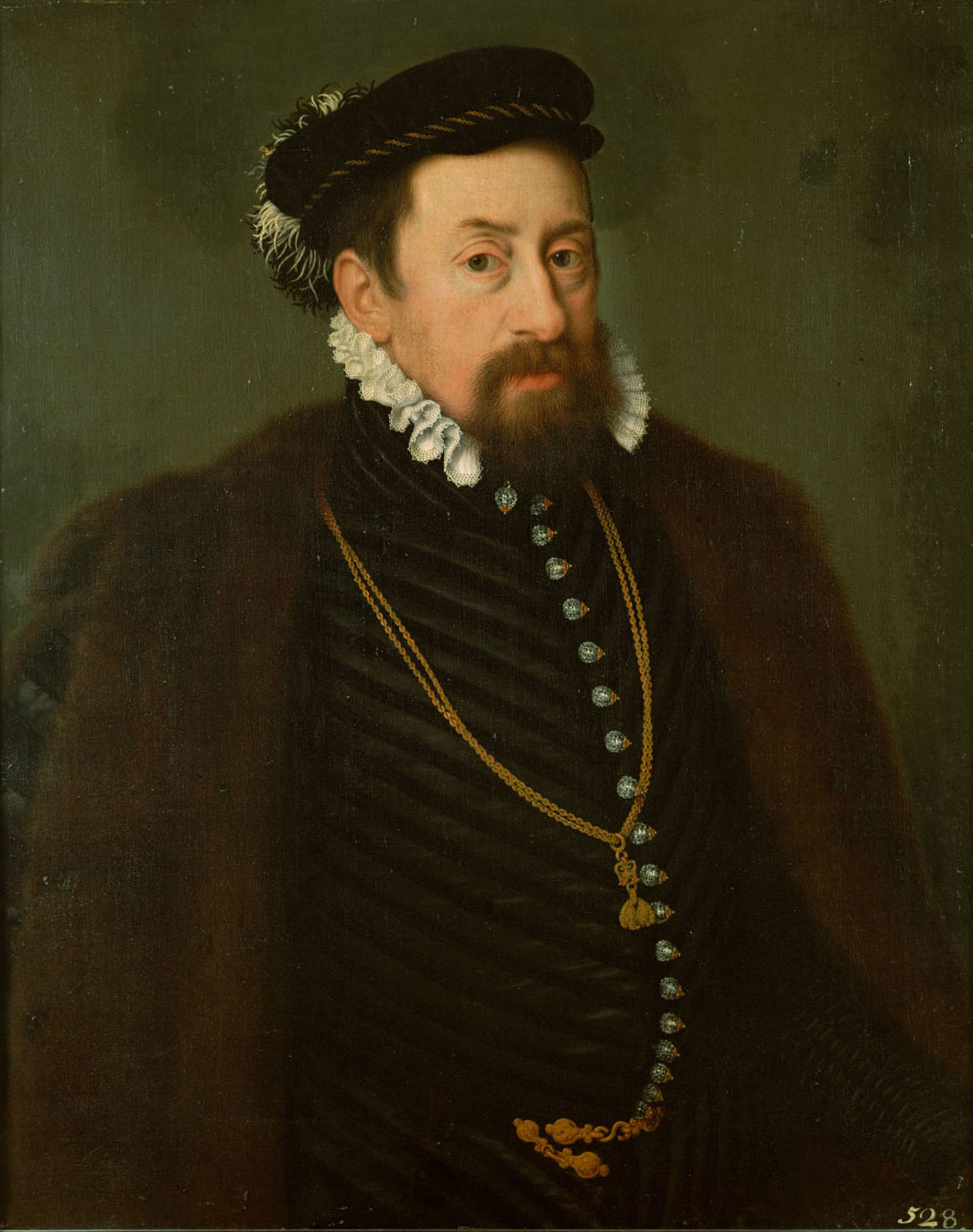
Habsburg Miksa főherceg trónörökös mindent megtett az erősítés küldésében, ám fizetés nélkül a zsoldosok nem teljesítették utasításait
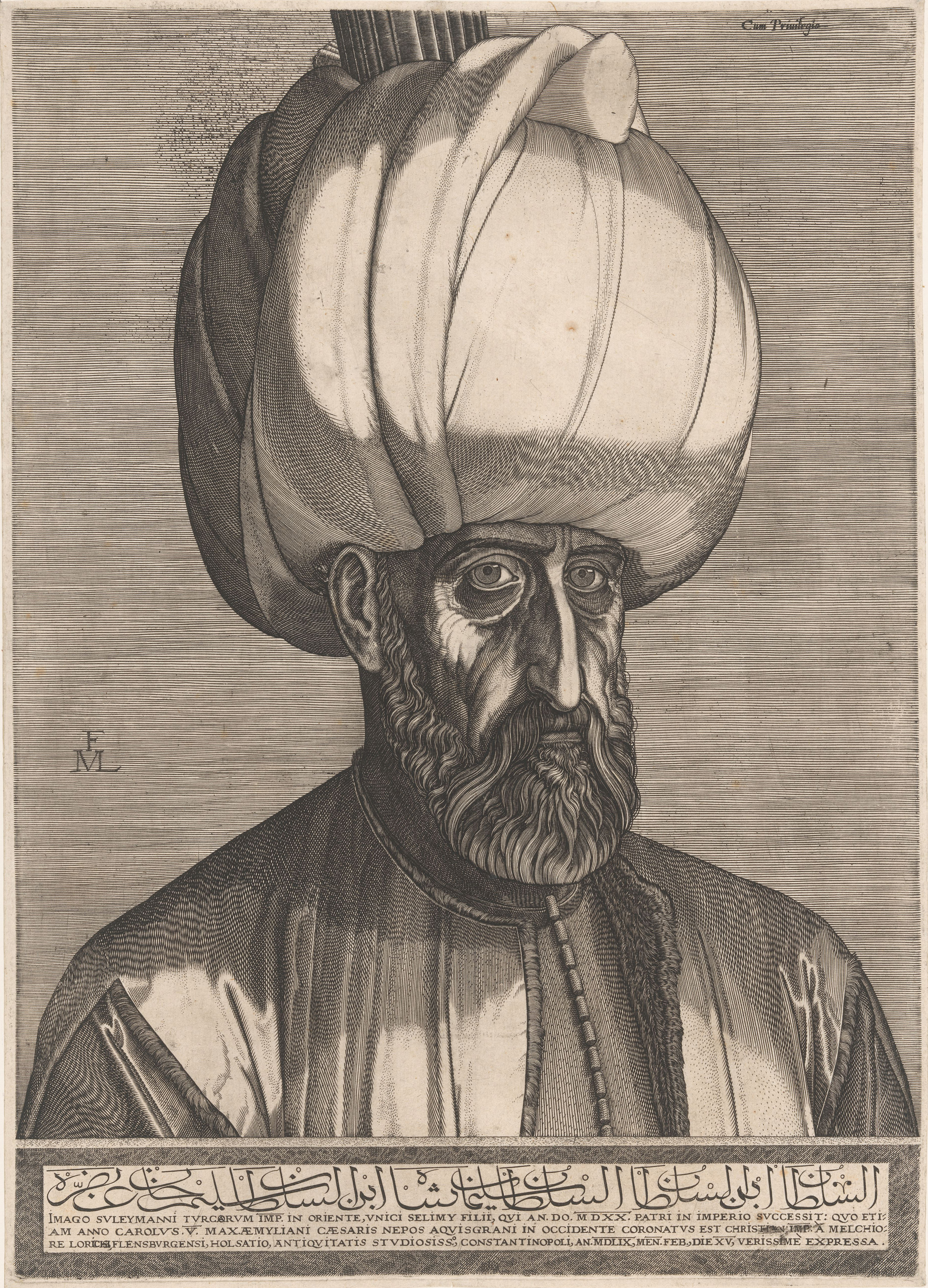
I. Szulejmán oszmán szultán, a hadjárat elindítója
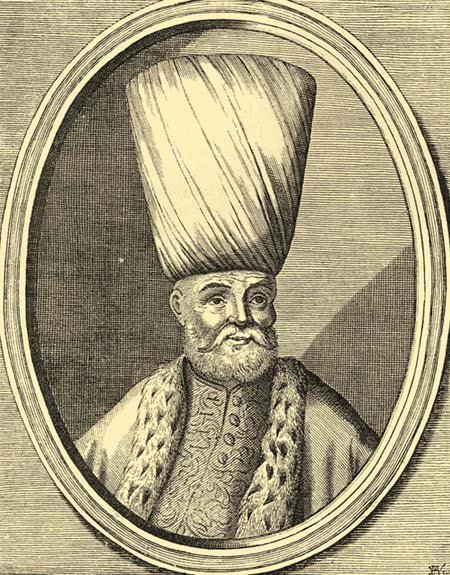
Hadim Ali budai pasa az ostromlók alvezére északról támadta az egri várat
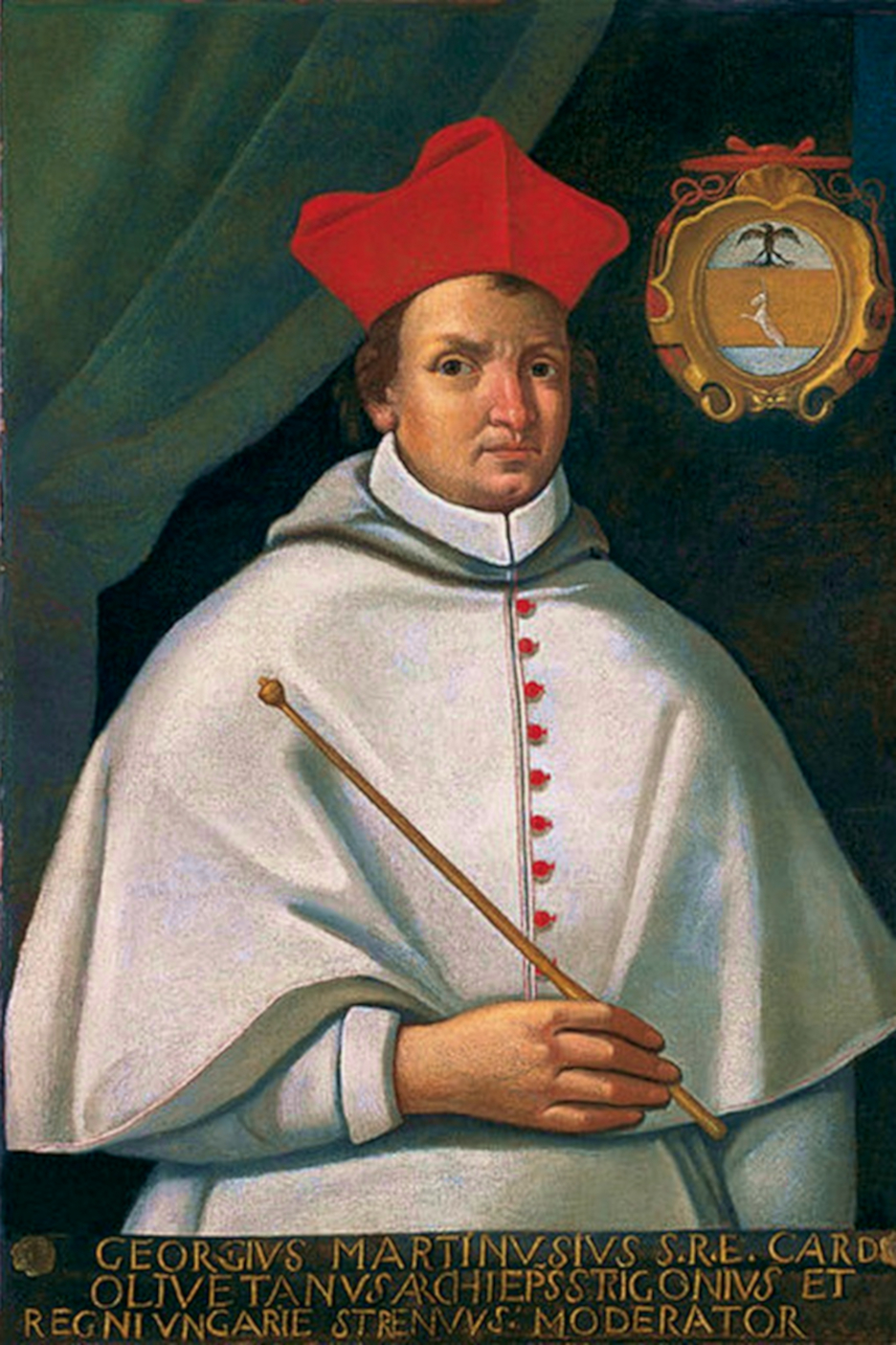
Martinuzzi (Fráter) György pálos szerzetes. Az ő kényszerű politikai döntése volt az egyik ok, amiért a hadjárat megindult
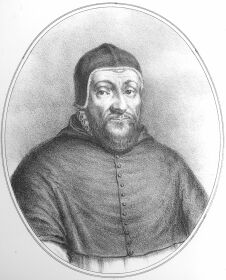
Oláh Miklós A Bécsben tartózkodó egri püspök, esztergomi érsek közbenjárását kérte Dobó a trónörökösnél nyáron, Eger várának erősítése ügyében
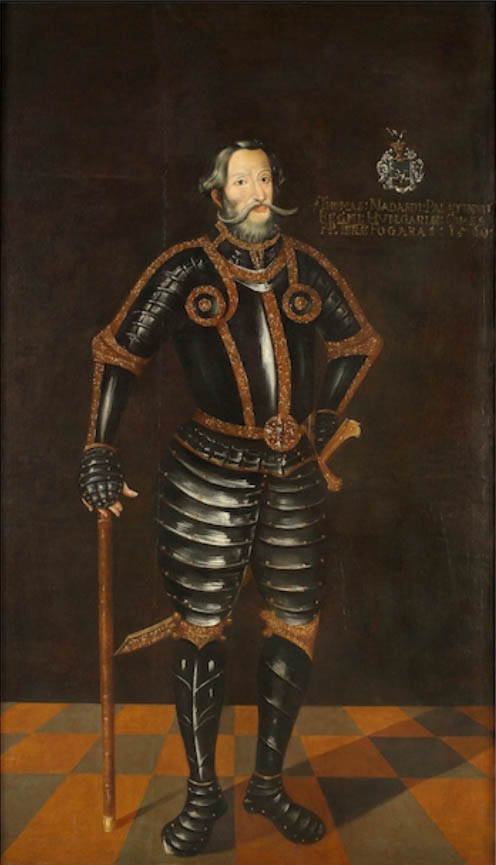
Nádasdy Tamás nádor, a végvárak jelentőségének felismerője, 1550-től támogatója
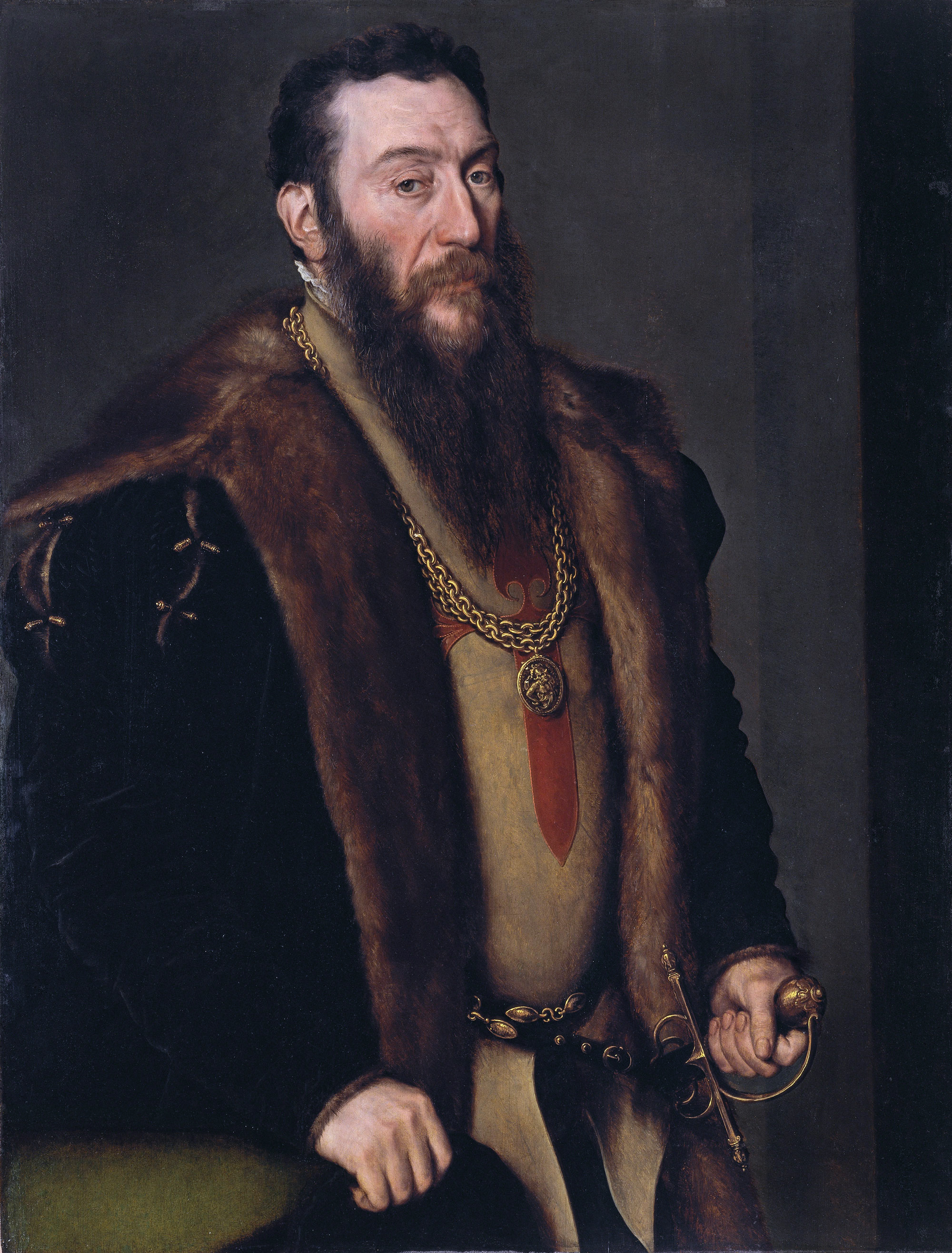
Giovanni Battista Castaldo Erdélybe küldött itáliai zsoldosvezér, aki nem vonult Eger felmentésére
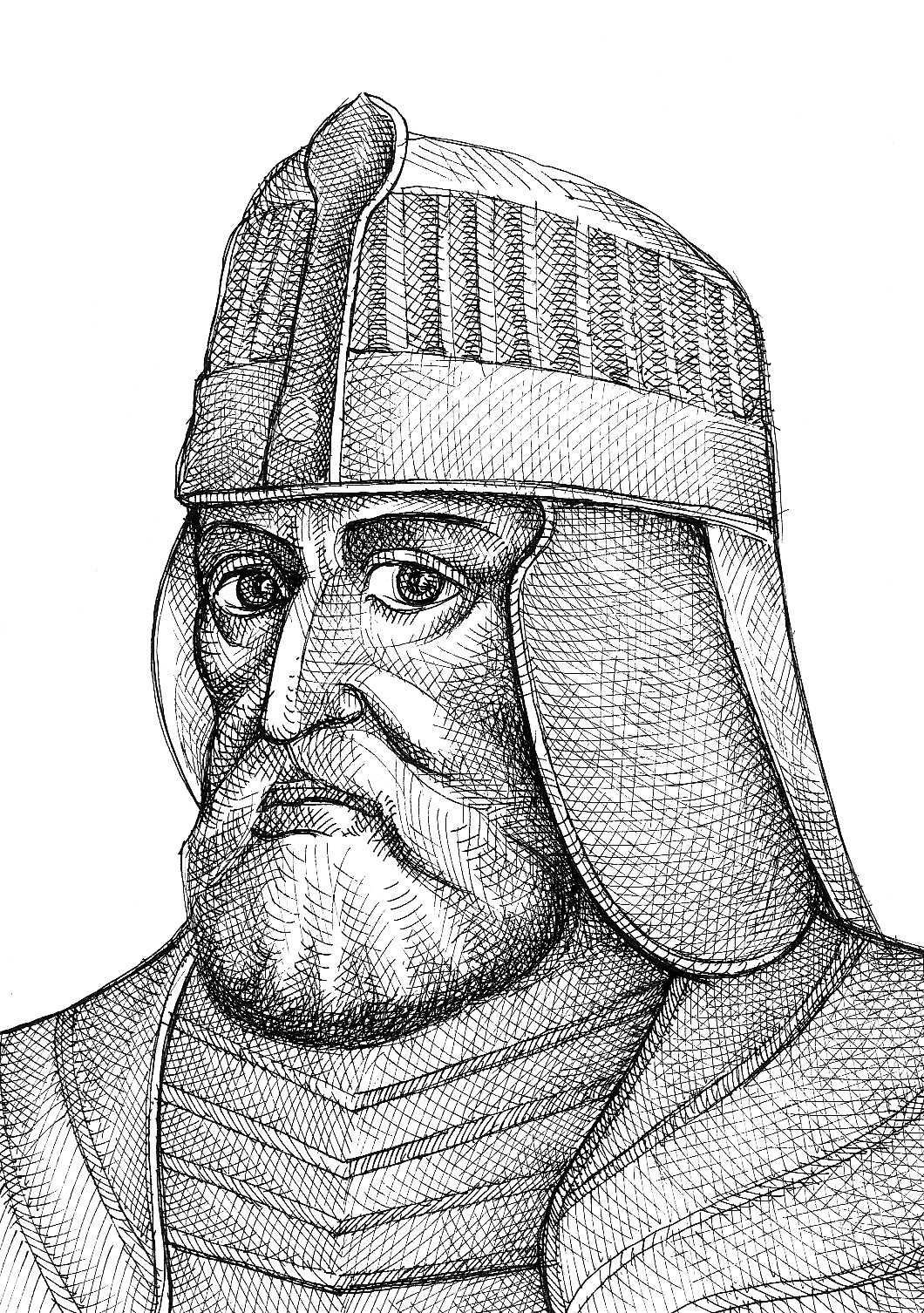
Balassa Menyhért honti és barsi főispán, dunáninneni országos főkapitánnyá nevezik ki az egri vár ostromának évében. Sokszor váltogatta pártállását
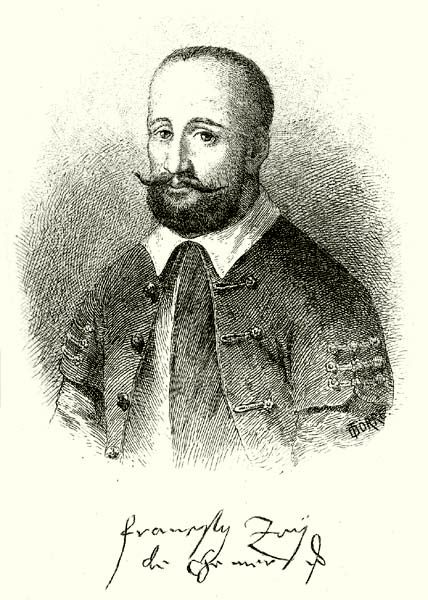
Zay Ferenc Magyarország főkapitánya, 1550-ben az egri vár várnagya
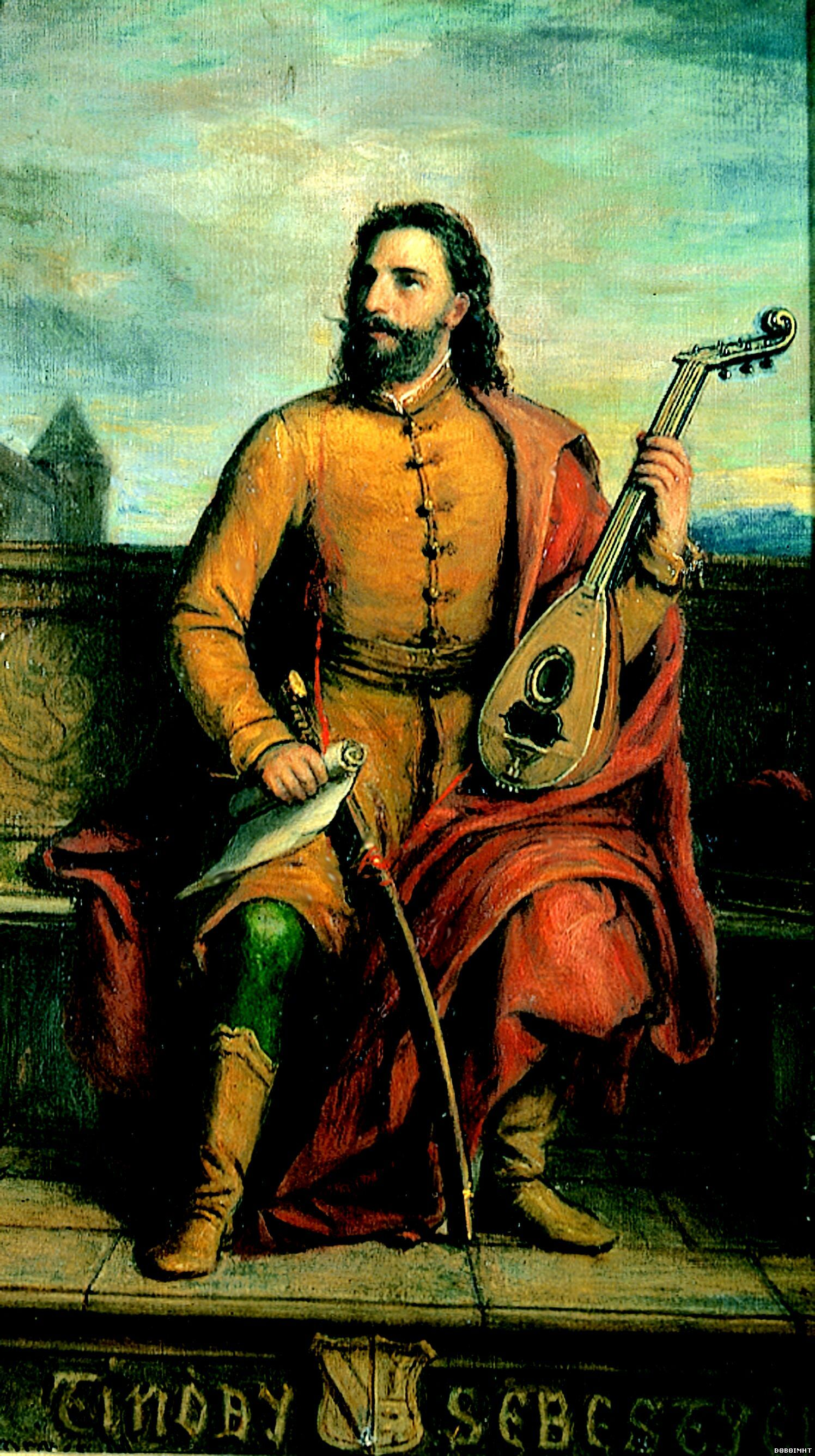
Tinódi Lantos Sebestyén költő, aki a szemtanúk közül az 1552-es egri ostrom történetét a legrészletesebben írta meg
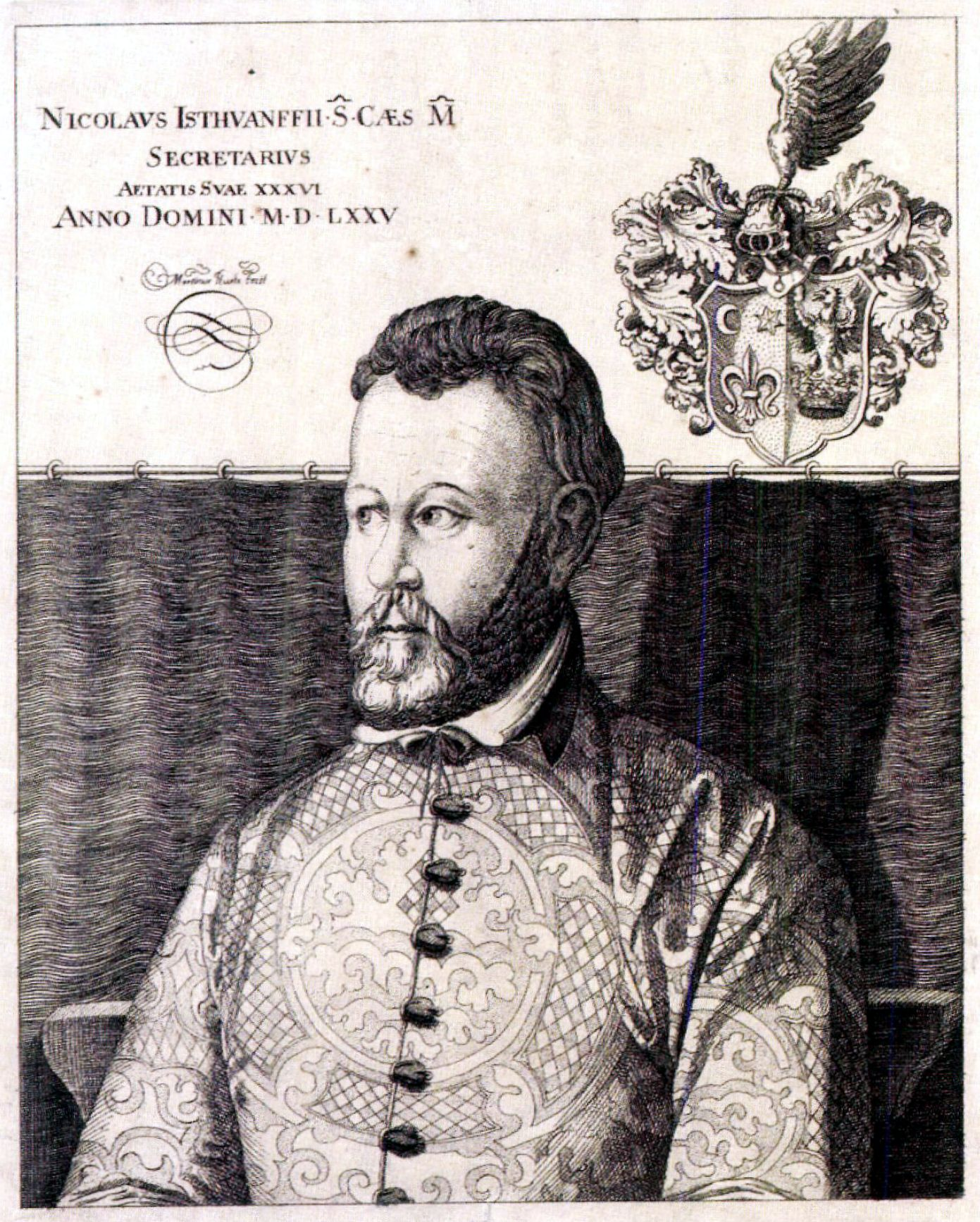
Istvánffy Miklós politikus, költő, humanista történetíró, alnádor

## Az egri vár védőinek létszáma
A várat Dobó István védte, helyettese Mekcsey István (nevét a korabeli okmányok hol Mekchey, hol pedig Mechkey formában is említik) várnagy volt. A ténylegesen beérkező erősítésre szánt katonák létszáma messze elmaradt az ígéretektől, és a király lehetőségeitől. Nem érkezett külföldi zsoldos a várba. A beérkező katonák és fegyverszolgák (drabantok) számát Tinódi Lantos Sebestyén írta le:

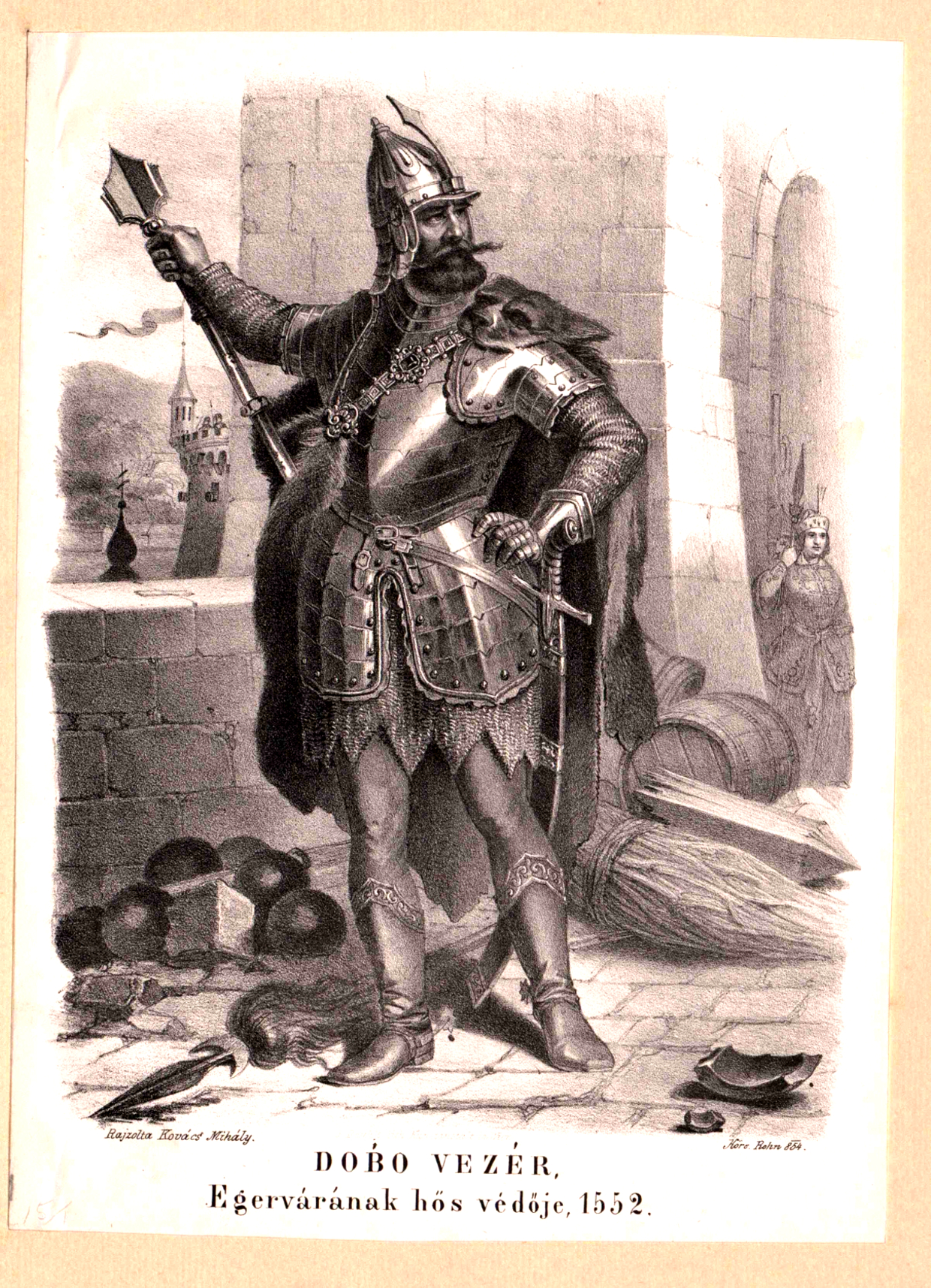
Dobó István, a vár főkapitánya, „a kereszténység Herkulese”

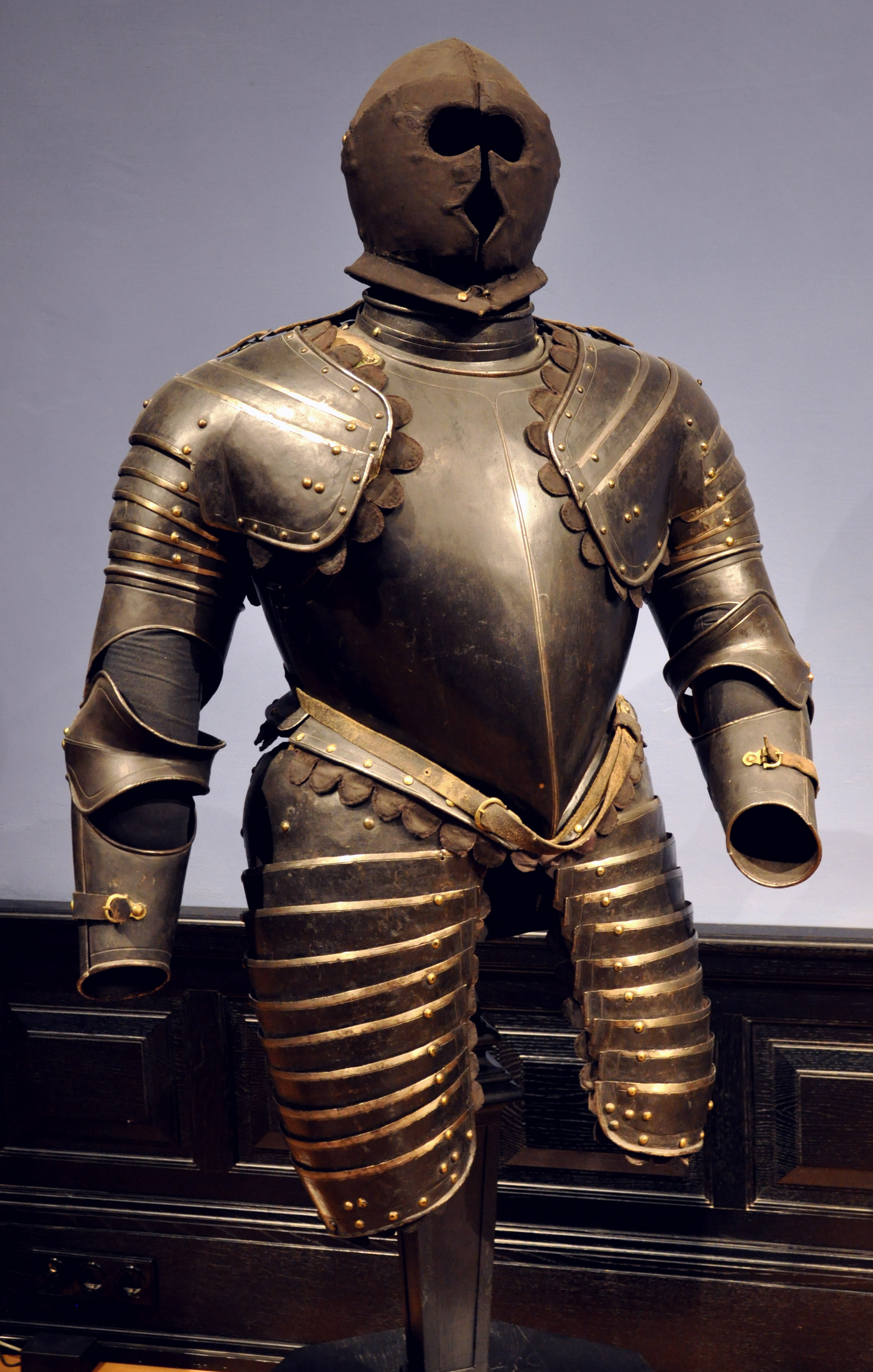
Az 1500-as évek európai keresztény vitézeinek páncélja

Az hadnagyok kösztök az ki ott vala,

Epörjesi jó Blaskó Antal vala,

Zádornik Amborus, Janicskó vala,

Kétszázharminc puskás gyalog az vala.
Mekcsey István helybéli lakosokkal is kiegészítette az őrséget, akiket a fegyverfogásra alkalmasnak talált. Július 21-én a szikszói gyűlésen a nemesek elhatározták a jobbágyok felének a felfegyverzését és elhatározták, hogy ezerötszáz katonát, ágyút, lőszert, lovat küldenek Egerbe. Azonban a megajánlott haderőnek csak a harmada gyűlt össze, ám ez is meghaladta a király által küldött csapatok erejét és ezzel az összes várbeli katona több, mint egyharmadát tette ki. Oláh Miklós egri püspök azonban, aki addig sem élt Egerben, nem küldött katonát és az ostromra való felkészülés költségeiből sem vállalt részt.
| az erősítést küldő                     | csapat parancsnok                                    | csapat létszám | tevékenység         |
| -------------------------------------- | ---------------------------------------------------- | -------------- | ------------------- |
| Állandó helyőrség, Eger                | Dobó István                                          | 200            | lovas               |
| Állandó helyőrség, Eger                | Dobó István                                          | 200            | gyalogos            |
| Eger város                             |                                                      | 4              | karthauziak         |
| Környező települések urai              |                                                      | 110            | vadászok, lövészek  |
| a király részéről                      | Pető Gáspár, Zoltai István, hadnagyok (Fügedy János) | 107            | lovas               |
| a király részéről                      | Bornemissza Gergely hadnagy                          | 250            | gyalogos            |
| Borsod megye                           | Bolyki Tamás                                         | 50             | gyalogos            |
| Abaúj megye                            | Kózon Farkas                                         | 50             | gyalogos            |
| Báthori György                         | Nagy Pál                                             | 30             | gyalogos            |
| Perényi Ferenc, Perényi Mihály         | Nagy Barnabás                                        | 25             | gyalogos            |
| Serédi György kassai kapitány          | Kende Bálint                                         | 50             | gyalogos            |
| Regéci vár                             | Fekete Valentin                                      | 64-64          | gyalogos és drabant |
| Szabad városok                         | Lőkös Mihály                                         | 100            | gyalogos            |
| Jászói prépostság                      | Jászói Márton                                        | 40             | gyalogos            |
| Sáros megye                            | Bor Mihály                                           | 76             | gyalogos            |
| Szepes megye                           | Szentzi Márton                                       | 40             | drabant             |
| Ung megye                              | Szalókay György és Nagy Imre                         | 18             | drabant             |
| Homonnay Gáborné, Gabriella asszonytól | Somogyi Ferenc, Nagy Tamás                           | 25             | drabant             |
| Gömör megye                            | Kiss Péter                                           | 50             | drabant             |
| Kassa                                  | Blasko Antal, Zadornik Ambrus                        | 250            | drabant             |
|                                        |                                                      | 1803 összesen  |                     |

Gárdonyi regénye kiemeli, hogy a várat nem idegen ajkú katonaság védte, amely rendszerint feladta a rábízott erősségeket, csupán öt tanult tüzér volt idegen. Az egyikük, Fayrich mester Laibachból (ma Ljubljana, Szlovénia) érkezett. Azonban az egyes lejegyzett nevekből kimutatható bizonyos várvédők horvát, szlovák, vagy ruszin származása is. Ezek a nemzetiségek azonban a Magyar Királyságot ugyanúgy a hazájuknak tekintették, ezért harcértéküket ez nem befolyásolta.

## Az ostromló török hadsereg létszáma

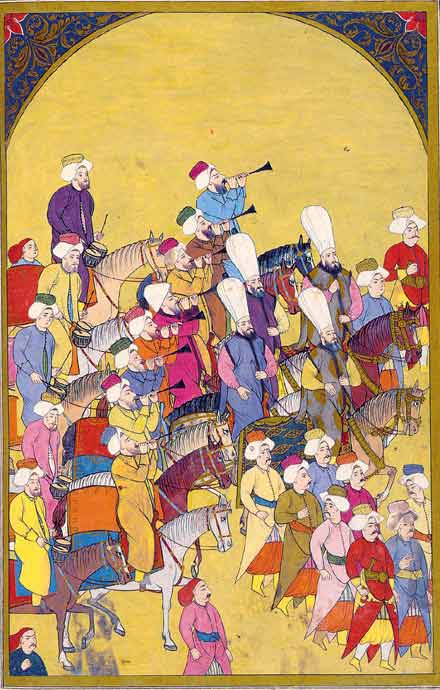
Ostromra vonuló zenélő janicsárok, akik a leglármásabb hangszerekből állították össze zenekaraikat. Az ilyen zenekarnak a hangszerei a legélesebb hangolású sípok, pergő dobok, cintányérok, triangulumok voltak

Halla török zajgást réműlt várában Egernek

S a sír álmaiból felnyöge arra Dobó:

„Hogy nem kelhetek!” ezt zúgá, „kétszázezer ellen

Én megtartottam kétszer ezerrel Egert.”
A török had számát a korabeli források meglehetősen túlbecsülték: 200 ezer főre teszi még Gárdonyi regénye is a török had létszámát. Ennek oka lehet, hogy teljes létszámmal számoltak, nem vonták le azokat a csapattesteket, amelyeket a korábban elfoglalt várak őrizetére bíztak. Másrészről a teljes török hadsereg létszáma ebben az időben éppen feleakkora volt és egyszerre egy fronton nem vethettek be minden katonát, hiszen a birodalom felügyelésére is szükség volt fegyveres erőkre. Több százezer török katona nem állhatott az Oszmán Birodalom rendelkezésére, mivel ellátásába még a nagy birtokok és hatalmas jövedelem ellenére is beleroppant volna. Sőt, ilyen méretű haderőt Eger a maga adottságainál fogva bizonyosan nem állt volna ki, a törökök óriási túlerejűket igen könnyen érvényesíthették volna. Az újkori adatok ezért már csak 70 ezer főre tették a várat ostromló oszmán sereg létszámát. Egyes vélemények szerint azonban még ez is túlságosan sok. A budai pasa hadereje sem volt nagyobb 10 ezer főnél, így Ahmeddel együtt maximum 40 ezer fegyveressel vehették ostrom alá a várat.

## Eger ostromának közvetlen előkészületei

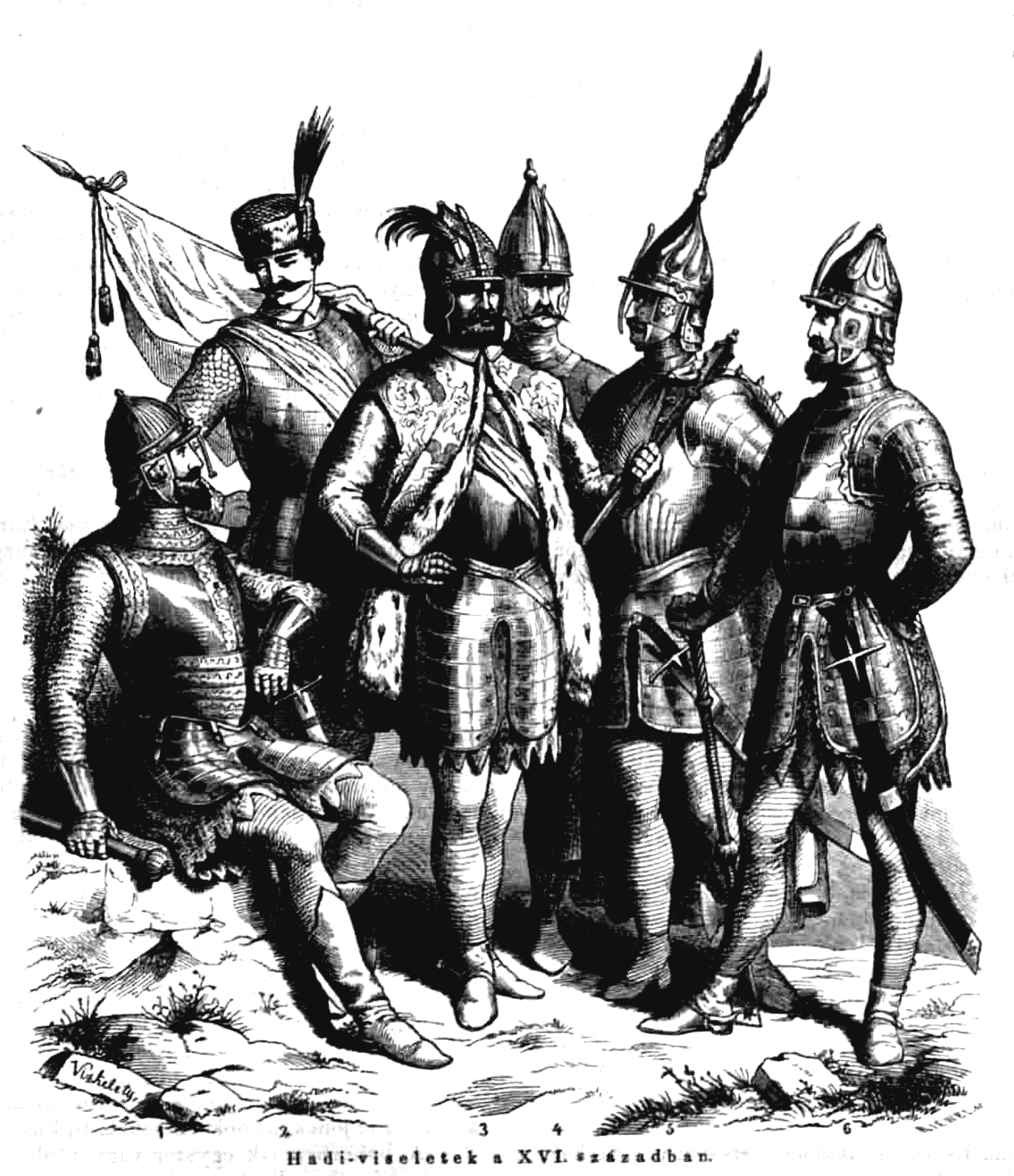
Hadi viseletek Magyarországon a 16. században

### Az egri várban
A vár északnyugati csücskén volt a Tömlöcbástya, amelyet félkör alakban az eléje épített Földbástya védett. A vár északkeleti szögletén volt a Sándor-bástya. A külső vár két keleti, legsebezhetőbb csücskét 1552-ben még két kis körbástya védelmezte, melyeket Bebek Ferenc Felső-Magyarország főkapitánya építtetett. Dobó pedig maga emeltetett egy új bástyát, amit róla neveztek el. Az egri vár legősibb és legfontosabb része a belső vár. A belső vár magasabban feküdt, a külső vár ott volt ahol most Eger város történelmi városközpontja van. Ezt a belső várat erősítette Dobó. Ha a belső várat elfoglalják onnan könnyen sakkban tarthatták volna az külső várat.
Dobó Eger városát felégettette, hogy a közeledő hadsereg ne találjon védelmet a házakban. Így a férfilakosság ugyancsak a várba húzódott vissza. A vár belsejét palánkerődítménnyé tette döngölt föld és tapasztott vesszőkkel. A várban egy székesegyház magasodott amelynek tetejét lebontva tüzelőállást építettek ki a torony tetején. A vár élelmiszerkészlete fél évre volt elegendő. 11 pattantyús volt a várban. A harcok megkezdése előtt 83 fegyveres és 50 fegyvertelen személy szökött el a várból.

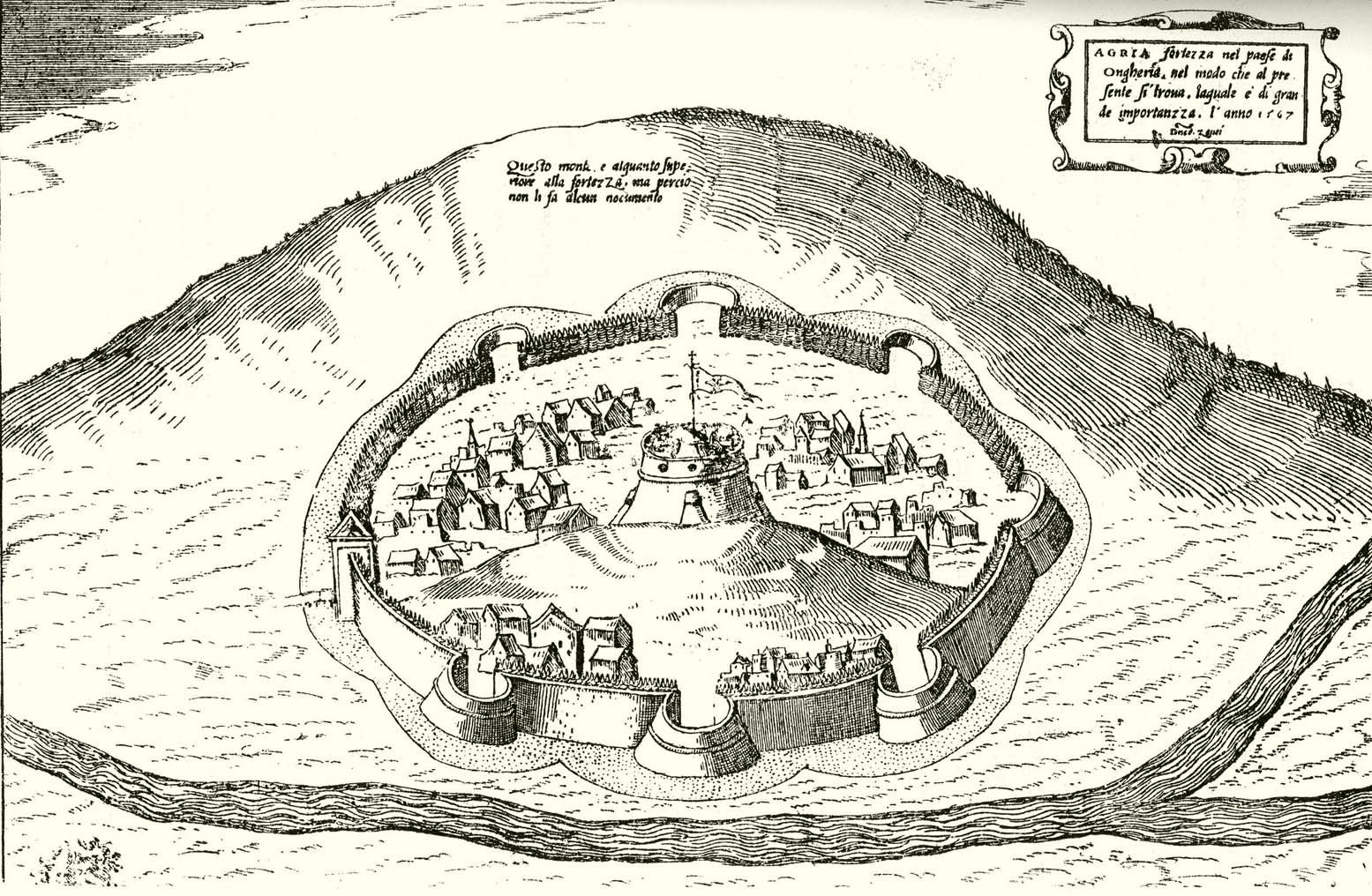
Eger vára, 1567, Domenico Zanti 1567-es metszetéről. Felirata: AGRIA fortezza nel paesa di Ongheria, nel modo che al presente si trova, la quale è di grande importanza, l’anno 1567 (Eger Magyarország erődje, ahogyan ma található, amely nagy fontossággal bír, 1567)

A várban összesen 1094 fő kiképzett katona, valamint 824 fő önkéntes szolgált. A kapitány igyekezett a várat felkészíteni, a falakat megerősíteni, élelmiszert és ivóvizet biztosítani a várvédők számára. A várba érkezett önkéntes védőket felfegyverezték és igyekeztek gondosan felkészíteni az ostromra mind lelkileg mind fizikailag. Többek között, pakosi Paksy Jób, huszártiszt, Báthory Bonaventura, lovashadnagy stb. voltak.
A falakat több helyen megerősítették, az ellátáshoz és a harchoz szükséges készleteket biztos helyen tárolták. Közvetlenül a törökök megérkezése előtt, Dobó, tisztjeivel egyetértésben, elrendezte a várőrség erőit és kiosztotta a feladataikat. Pakosi Paksy Jóbnak és Nagy Orbánnak 100 emberrel a külső és belső vár közötti kaput kellett megvédelmezni, Vitéz János és Gyulai György 125 emberét az Alexandrini bástyánál állította fel. A külvárost a toronyig 90 emberrel Rhédeynek és Parnus Dénesnek kellett védeni, a többi fontos ponton pedig Thege Pál és Gersei Benedeket állította fel 140 emberrel. Más adatok szerint Dobó a belső várban: a Dobó-, Tömlöc-, Sándor- és Közép-kapu bástyáira és a monostor kettős tornyába 500, a külső várba a Csabi, Bebek, Ókapu és szegletbástyákra 300, összesen 800 fegyverest helyezett el. A fennmaradt 1000 ember a tartalékot képezte és ebből 500 a belső vár két piacán, 500 pedig a külső vár terén volt felállítva. A tartalékcsapatok parancsnokságával Dobó a belső várban Mecskey István várnagyot, a külső várban Pető Gáspárt és Bornemissza Gergelyt bízta meg.

#### Lőfegyverek
Gondosan felállította a várkapitány a 24 kisebb ágyúját, amelyre 140 török ágyú válaszolt. Ebből is csak három darab volt közepes méretű ágyú, és egy nagy. A külső várban csak néhány ágyút helyeztek el, mert tartottak attól, hogy ezt a várrészt fogják leginkább támadni és előbb-utóbb elfoglalják. A külső vár védelmét a székesegyház végén felépített Szentély bástyáról oldották meg, illetve egy palánkerőddel.
1. A legnagyobbat Perényinek hívták, és vasból öntették.
2. A másodikat Frangepán Ferenc öntette rézből. Ezt a tömlöc bástyában helyezték el.
3. A harmadik, – mely csak hétszer kisebb súlyú ágyúgolyót tudott kilőni, mint a Perényi, – vasból készült és Babának becézték. A Szentély bástyára küldte a várkapitány. Ide tették a legértékesebb ágyúkat.
4. A negyedik a "nagyobb falkony" (olaszul falcone, németül falkaune) kisebb faltörő ágyúfajta volt és rézből készítették.

- 93 elavultnak számító kanócos puska.
- 194 kovaköves német puska.
- 343 szakállas puska, amelyet támasztani kellett.
- 2 dupla csövű szakállas puska.
- 5 darab sereg vagy sorbontó. Az egri várvédők saját találmánya volt, hogy guruló fakeretre erősítettek akár 28 szakállaspuskát, így több lövész életét kímélték meg a falakon, és roham esetén tett jó szolgálatot.

### A törököknél

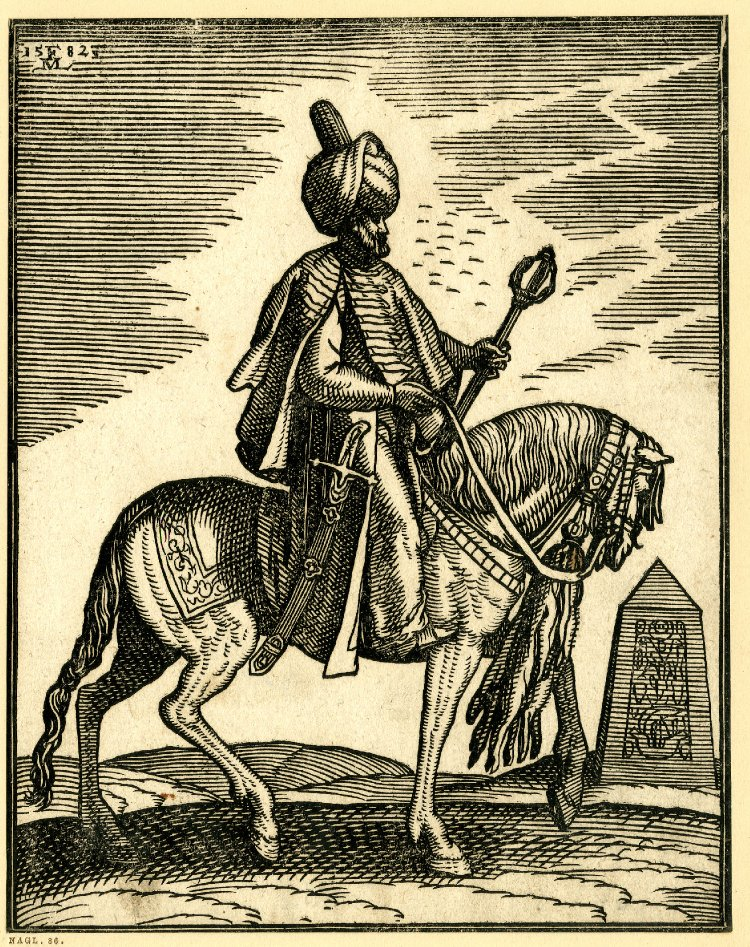
Janicsár tiszt a hódoltság korából

Kara Ahmed pasa a meghódított magyar területen állomásozó összes török katonai parancsnokot utasított, hogy hadaikkal csatlakozzanak hozzá. A bégek és pasák közül hamarosan megérkezett Ahmed táborába Hanivár Belgrádból, Arszlán a későbbi budai pasa Fehérvárról, Dervis Pécsről, Mehemed Szendrőről, Musztafa Szegedről, Veli Hatvanról, Kamber bég Illíriából és Uláma bég Boszniából.
A fővezér Ahmed tábora az Eger-patak nyugati oldalán helyezkedett el, Szokoli Mehmed serege a pataktól keletre Tihamér faluig, Hadim Ali budai pasa katonái, a vár és a város északi oldalát foglalták el.
Következtetések alapján 140-143 kisebb nagyobb ágyút állítottak fel a várra irányítva, melyek az egy hónapos ostrom alatt a 30-35 nagyobb ágyúból 6000 darab vasból készült golyót lőttek ki az egri várra. Ez az ágyúgolyó mennyiség több is lehetett volna, ha a törökök nem fogytak volna ki a munícióból a hosszúra nyúlt 1552. évi hadjáratuk során. Ágyúgolyók híján – a tüzérségi támadás olykor napokon át szünetelt. A budai pasa az északi várfalnál állította fel az ágyúit, a déli falnál különösen az Ókapu és Bebek-bástya közötti falszakaszra irányították az ágyúkat. Éjjel a török ágyúsok közelebb és közelebb lopták a távolságot. Így 150-200 méterre kerültek a faltól. Délen állomásozott a másik két vezér.

## Eger ostroma

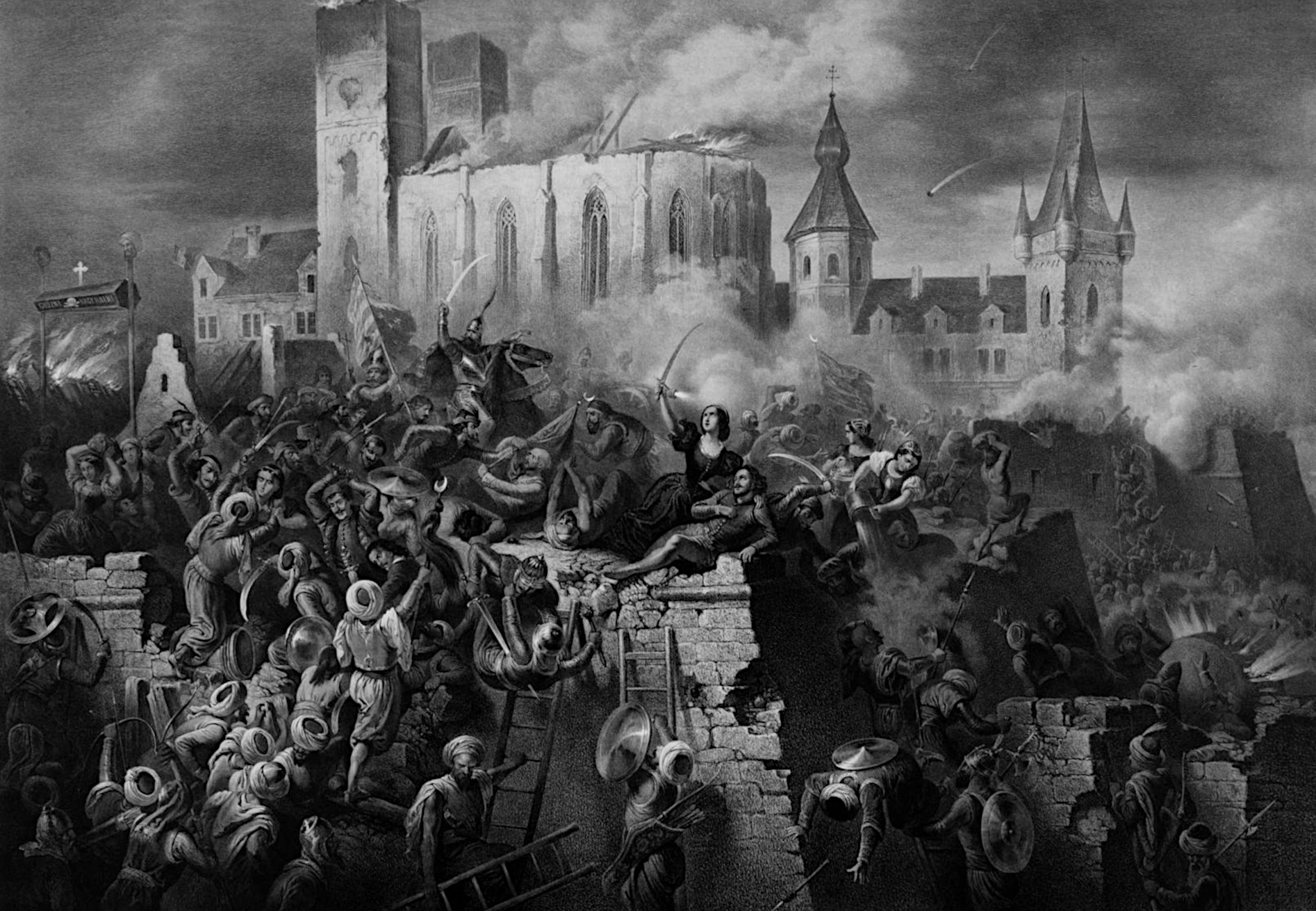
Eger ostroma, Vízkelety Béla rajza Franz Kollarž litográfiája alapján

Summáját írom Egör várának,

Megszállásának, viadaljának,

Szégyönvallását császár hadának,

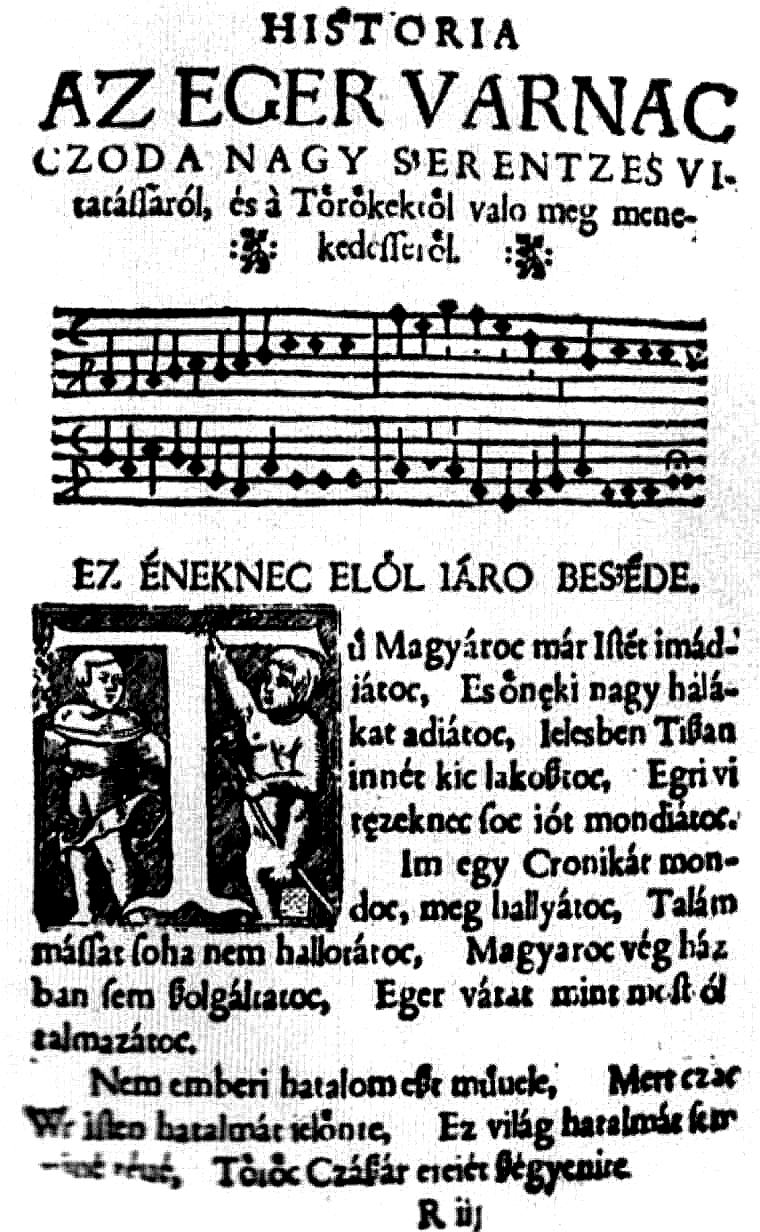
Tinódi Lantos Sebestyén krónikájának egy lapja

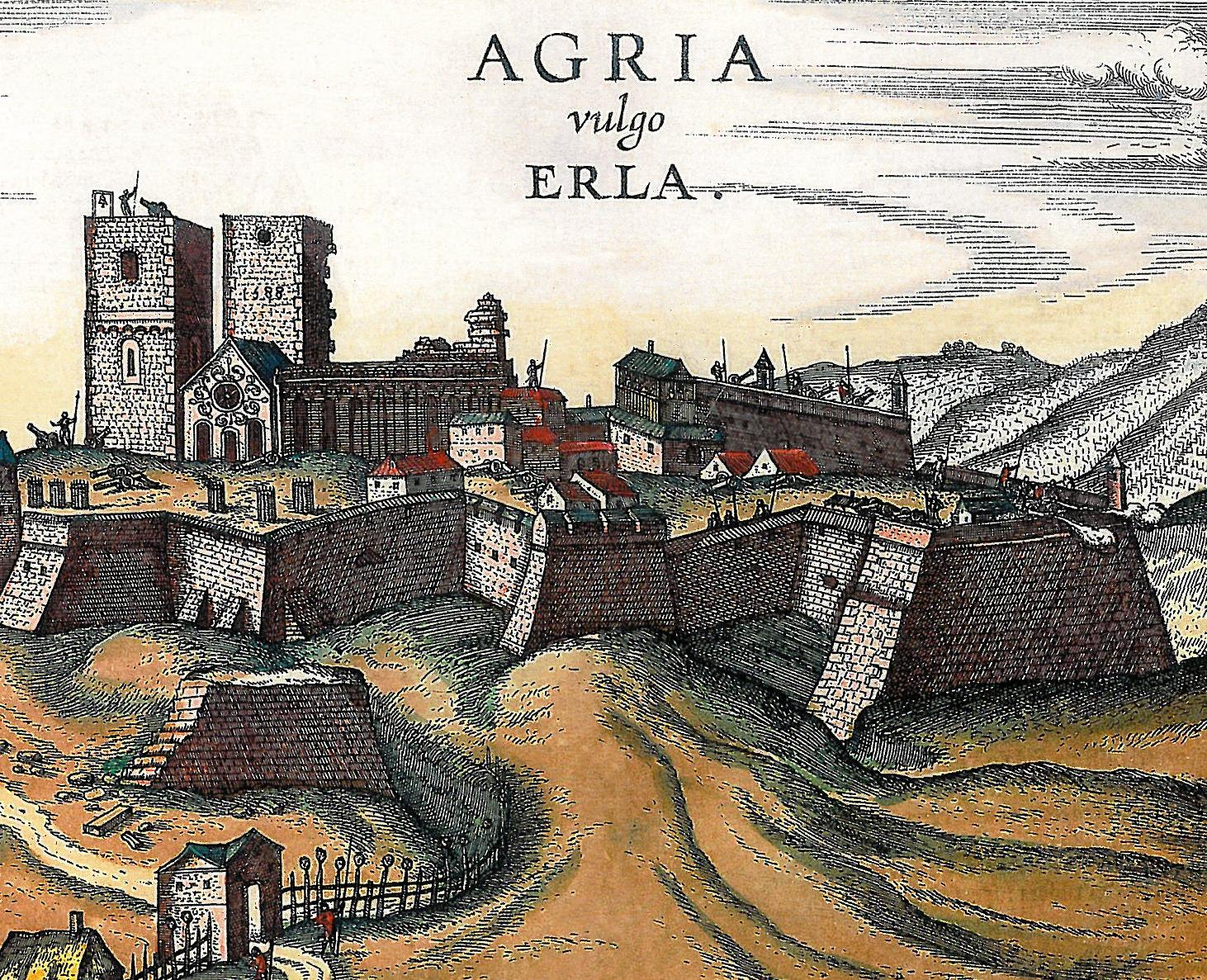
A 16. század végi Eger várának leghitelesebb ábrázolása, részlet Georg Houfnagel holland rézmetsző színezett metszetéről. A metszet 1588. október 8-a, a szikszói csata után készült

Nagy vigaságát Ferdinánd királnak.

### Szeptember 9.
Egy egri lovas különítmény harcba keveredett Füzesabonynál (korábbi nevén: Abony, mely nem azonos a Pest megyei ma Abonyként ismert településsel) a törökökkel. Három katona közül csak egynek sikerült visszajutnia a várba, ahol jelentette Dobónak, hogy a török had már csak néhány kilométerre van Egertől.
Az ostrom kezdetén Dobó István várkapitány egy levelet kapott a török sereg vezérétől Ahmed pasától, a vár átadására.
…felszólítalak és figyelmeztetlek benneteket, hogy inkább a hatalmas és igazságos fejedelemnek, Szolimánnak kegyességét, mint fegyvereit tapasztaljátok meg, s adjátok fel Eger várát. Ha ezt megteszitek, megteszem, hogy … a régi királyok idejében élvezett szabadsággal és javaitok birtoklásával éljetek. Ha azonban makacsul és hajthatatlanul kitartotok a vár védelmében, nemcsak vagyonotokat, hanem azokkal együtt gyermekeiteket, végül saját életeteket is… el fogjátok veszíteni.
Istvánffy Miklós költő, humanista történetíró szerint Ahmed ezt a levelet 1552. szeptember 5-én küldte el, amikor már az Egerhez egészen közel fekvő Tihamérhoz (ma Eger Tihamér nevű városrésze) érkezett.
Dobó a pasa üzenetének kézhez vétele után vasra verette a levelet hozót és megeskette a védőket, hogy a megadás szót ki sem ejtik a szájukon, és akár életük árán is megakadályozzák Eger elvesztét. Viszontválaszként a vár fokára két kopja között egy fekete koporsót függesztetett fel, jelezvén a törököknek, hogy csak az életük árán győzhetnek.
Dobó esküje

„ 
Esküszöm az egy élő Istenre – hangzott az ünnepi mormolás.
- ...hogy véremet és életemet a hazáért és királyért, az egri vár védelmére szentelem. Sem erő, sem fortély meg nem félemlít. Sem pénz, sem ígéret meg nem tántorít. A vár feladásáról sem szót nem ejtek, sem szót nem hallgatok. Magamat élve sem a váron belül, sem a váron kívül meg nem adom. A vár védelmében elejétől végéig alávetem akaratomat a nálamnál feljebb való parancsának. Isten engem úgy segéljen!”

– Gárdonyi Géza: Egri csillagok (részlet))

…amikor a törökök a várost és a várat egyszerre ostrom alá fogták, a város hamarosan elesett. Amikor magában a várban is megfogyatkozott a védők száma, a várkapitány olyan fogadalmat vett ki a hős védőktől, hogy inkább együtt halnak meg, de Eger a töröknek soha át nem adják. Szolimán végül is nem tudta bevenni Eger várát.

### Szeptember 10.

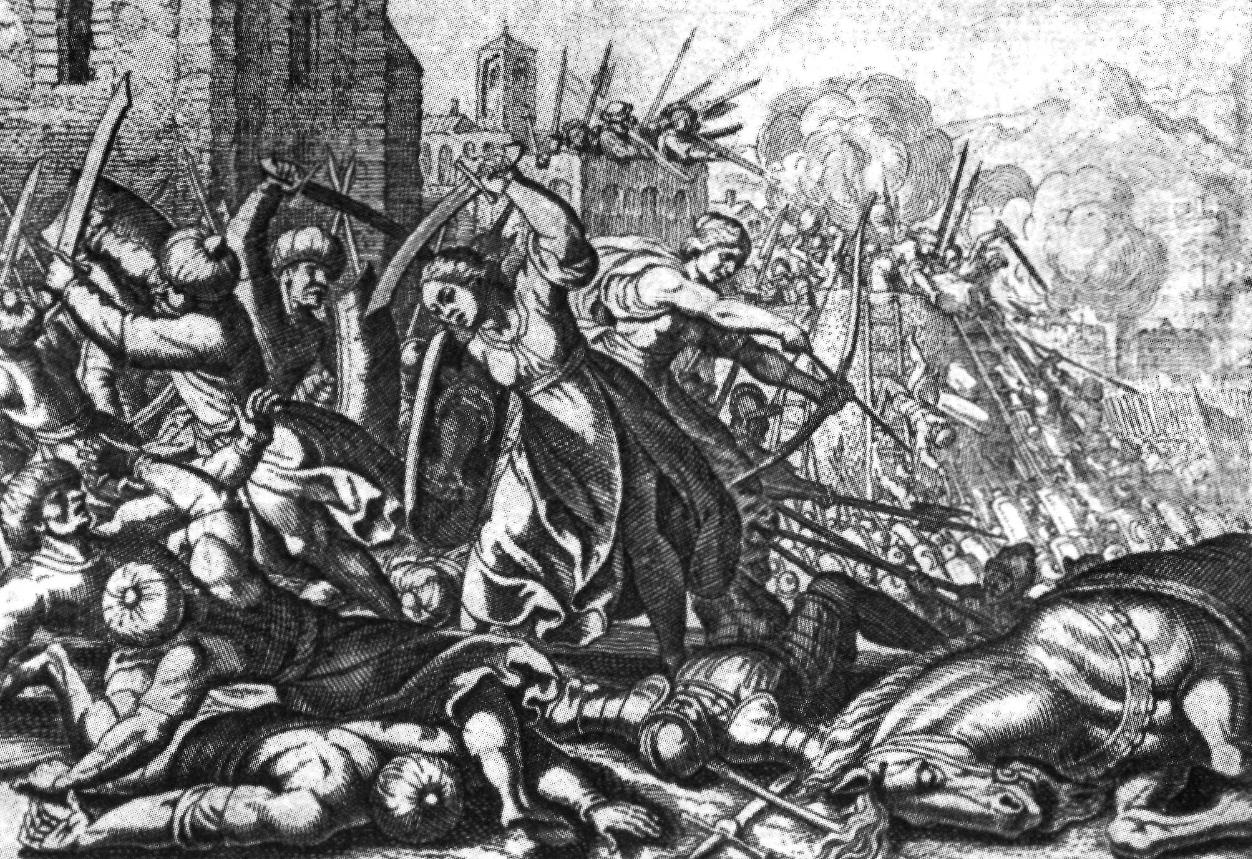
Eger védői

### Szeptember 11.
Hadim Ali budai pasa megérkezett a vár alá, és az ágyúi beállításaihoz próbatüzelést tartott.

### Szeptember 13.
Megérkezett a török had fő ereje Kara Ahmed pasa és Szokoli Mehmed pasa vezetésével, majd körülzárták a várat, ezt követően a vártemplom tornyait akarták először lerombolni, hogy a várvédők ne lássák a török csapatmozgásokat a vár tornyából.

### Szeptember 17.
A török sereg 1552. szeptember 17-én kezdte ágyúzni az Egri várat. Tizenkét napon át szakadatlanul ágyúzták a vár falait.

### Szeptember 29.
Szeptember 29-én egy ádáz rohammal elfoglaltak egy tornyot. Ekkor Dobó István megparancsolta a védőknek, hogy a tornyot rombolják le a vár saját ágyúival.
Az asszonyok is kövekkel, forró vízzel és szurokkal rohannak a falakra, az ellenségben nagy kárt tesznek, s nem is emberek ők, hanem dühös oroszlánok módjára viselkednek. Többek között egy asszony a leányával együtt ott volt a bástyán harcoló férje mellett. Amikor a férﬁ puskagolyótól eltalálva holtan összerogyott, nem temette el az asszony addig, amíg bosszút nem állt érte. Felkapta férje kardját és pajzsát, rövidesen három törököt levágott… Egy másik asszony követ vitt a fején, hogy az ellenségre dobja, de fejét szétlőtték. Ekkor a leánya kapta fel az édesanyja vérétől pirosló követ és a mélybe zúdította. Két török halt szörnyet, másik kettő pedig megsebesült.
Újra és újra felszólították a védőket, hogyha az ekkorra már rommá lőtt várat átadják nekik, akkor békésen eltávozhatnak és nem esik bántódásuk. Ennek hatására Hegedűs István hadnagy vezetésével egy kisebb csoport árulást készített elő, amiről a várkapitány tudomást szerzett. Hegedűst kötél általi halálra ítélte, társainak pedig levágatta a füleiket.
Szólla Hegedős István feleinek:

Dobó Istvántúl ostrompénzt kérnének,

Ha nem adna, várból ők kimennének,

Mert nám az terekök jót beszéllének.
Azt hamar Dobó, Mecskei megtudák,

Az több hadnagyokat hamar hívaták,

Hegedős Istvánt hívaták, megfogák,

Csöpögeték, erősen megvallaták.
Parancsolának, hogy felakasztanák,

Vár piacán három fát állatának,

Nyelve vallása szerént felakaszták.

Az párttartók fülöket mind lecsapák.

### Október 4.
A várban lévő székesegyház sekrestyéjében tárolt lőportartalék nagy része felrobbant, nagy károkat okozott a várvédőknek, amit a törökök azonnal kihasználtak és újabb támadást indítottak a vár ellen. A törökök a vár leggyengébb pontjait támadták, azaz a Föld-bástya, a Tömlöc bástya, a Bolyki-bástya, illetve az Ó-kapu ellen intéztek ádáz rohamokat. Bornemissza Gergely királyi kapitány által kitalált és híressé vált „tüzes kerék” ekkor lépett működésbe. Óriási kerekekbe puskákat illesztett és ezzel komoly emberveszteséget okozott a rohamozó ellenség soraiban.
Lám, sok köveket vártákra hordnak,

Nagy bátor szívvel ők hagyigálnak.

Aranyas zászlóját Ali basának

Hősek bényerék, igen vigadának.
Nagy viadal kinn Bolyki-tornyánál,

Vala öldöklés sivalkodásval,

Belöl az hősek nagy bátorságval

Ők nem gondolnak sebbel és halálval.
Az Gergel deák kezén seb esék,

Zoltai István es sebbe esék,

Az Figedinek foga kiesék,

Sok jámbor vitéz hulla, sebben esék.

### Október 12.

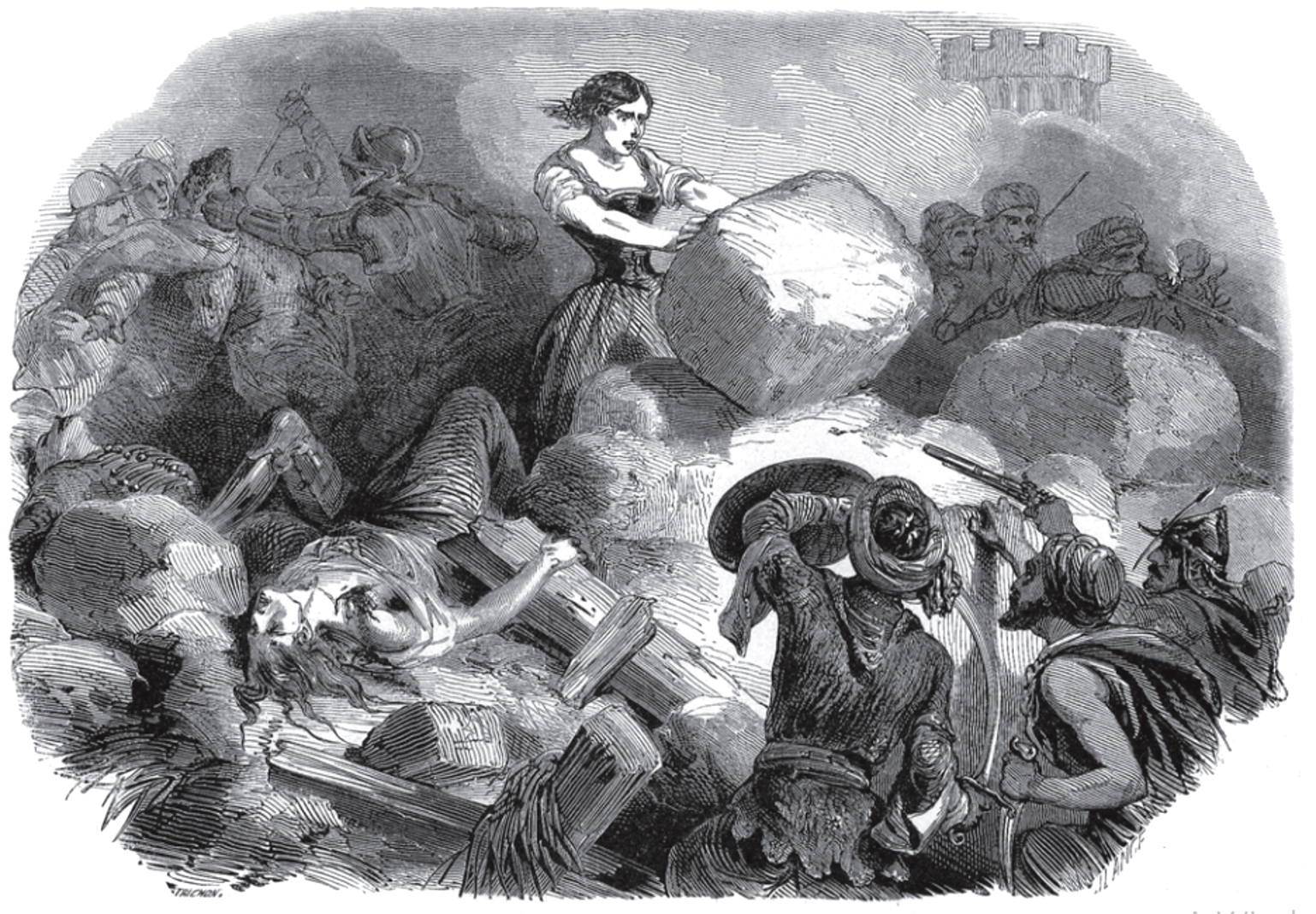
Siege of Agria, angol metszet
„Az asszonyok is kövekkel, forró vízzel, szurokkal rohantak a falakra, az ellenségben nagy kárt tesznek és nem is emberek, hanem dühös oroszlánok módjára viselkednek” – Hieronymus Ortelius (1543–1614) egykorú német történetíró

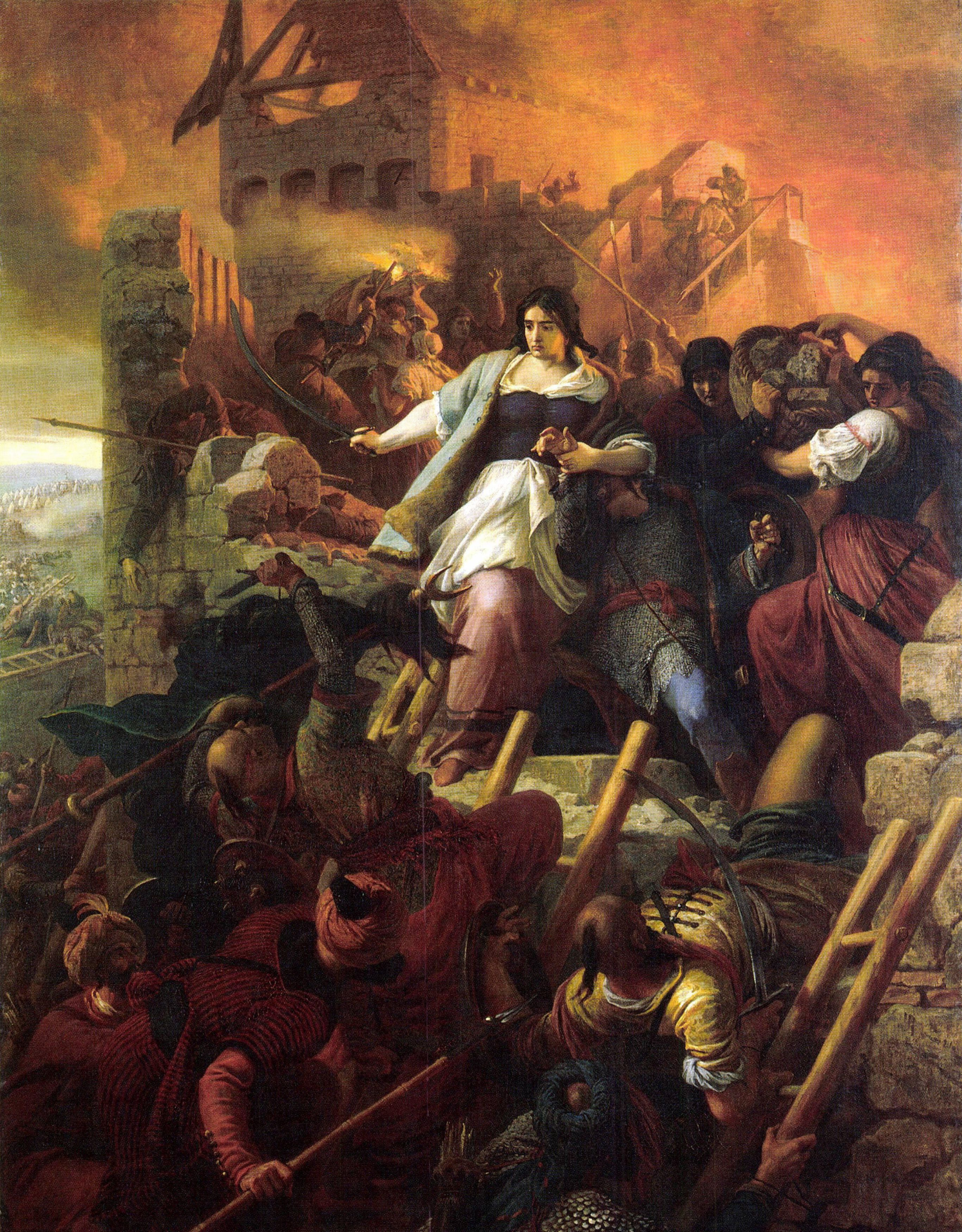
Székely Bertalan: Egri nők (1867)

Dobó a levelet Bécsbe küldi Vas Miklóssal, csatolva egy másik levelet, hogy Oláh Imre egri püspök járjon közbe a királynál a katonai segítségnyújtás ügyében.
Az 1552-es év ősze már korán fagyokat hozott, a törökök számára egyre kedvezőtlenebbé vált a helyzet, az éhségtől és a járványoktól is szenvedő, fogyatkozó létszámú oszmán sereg ideje egyre fogyott. Ali és Ahmed pasa általános támadást indított a falak ellen, de a kora reggeltől késő éjszakáig tartó küzdelem újra csak a törökök kudarcával zárult. A magyar katonák felülmúlták fegyverzetükkel ellenfeleiket, a rohamozó törököknek csak pajzsuk és a meztelen kardjuk volt, míg a védőket erős páncél védte és a hosszú lándzsáik és puskáik hatékonyabbá tette őket. A magyarok eltökélt vitézsége győzött a fásult törökök ellen.

### Október 13.
A rémült török katonákat kivont karddal kellett rohamra kergetniük a tisztjeiknek, egyszerre több bástyát és kaput támadtak, de a várvédők sikeresen visszaverték ezeket a támadásokat és nagy veszteségeket okoztak a törököknek. Ahmed pasa és Szokoli Mehmed, a török sereg vezérei, kénytelenek voltak visszavonulót fújni.
A nagy veszteségek miatt körülbelül három napig a halottak elszállításával foglalkoztak. A nem reguláris erők harci kedve már napok óta csak csökkent, nehezen tudták harcra bírni őket, ennek ellenére a két fővezér még egy általános rohamot akart. A kemény harcot követően a magyarok már elég fáradtak voltak, ezért a török seregnek megnőtt most az esélye a vár elfoglalására. Ámde már nemcsak a szedett-vetett csapatok, hanem a janicsárok sem voltak hajlandóak tovább harcolni, egyenest meg is tagadták az agáktól jövő parancsokat. Ez már a további török harci műveleteket végképp lehetetlenné tette és az irregulárisok a janicsárok nélkül végképp nem voltak hajlandóak harcolni.

### Október 17.
Az ostromló Kara Ahmed és Szokoli Mehmed a seregével 1552. október 17-én vonult el az egri vár alól, Ali budai pasa csak másnap, 18-án követte őket a csapataival.
"A vár alatt elesett vértanúknak nincsen száma. Negyven napig tartott a harc, de elfoglalása könnyű szerrel nem volt lehetséges, mert bástyáinak ormai az égig érnek, falának alapja a tengerben van, védői a szerencsétlenség elhárításában tökéletes mesterek, fortély és hadicsel dolgában serények valának, továbbá rendkívül nehezen hozzáférhető és párját ritkító vár. Isten végzéséből bekövetkezvén a téli évszak és a hideg idő, a beállott esőzés és havazás miatt eltűnt a nyugalom és türelem; az élelmiszerekben való szükség aggasztotta a sereget, a hidegség megzavarta a jószágok nyugalmát. Minthogy a vár elfoglalása az isteni végzésben más időre volt meghatározva: jobbnak és célszerűbbnek tartották, ha a vár alól elvonulnak s felhagynak a vívással és harccal."
Egyes források szerint 4-500 hősiesen harcoló magyar várvédő vesztette életét az ostrom következtében. A törökök irreguláris katonái annyira csüggedtek és lehangoltak voltak, hogy minél hamarabb el akarták hagyni a vár környékét, ezért igen sokan hátrahagyták a poggyászukat. Az ostromzár feloldása után ezeket a hátramaradt holmikat a várbeliek mind behordták a várba, és elosztották maguk között. Nagyon sok értékes eszköz, fegyver, sátor, ruha, ló, miegymás került az egriek kezére. A törököknél, hogyha egy-egy ostrom vagy csata balul végződött, gyakran okozott morális válságot, az 1529-es bécsi ostromot követően a keresztény várőrség eredményes védekezését követően sok török irreguláris kedveszegetten, zsákmány nélkül, saját ingóságait hátrahagyva hagyta el a császárvárost. Mind Bécs, mind Eger alatt nagyon lankadt volt még a reguláris janicsár és szpáhi csapatoknak is a harci kedve. Előbbi esetében viszont Szulejmán szultán, hogy a sereg szétesését meggátolja, megjutalmazta az amúgy végsőkig kitartó reguláris vitézeket, nehogy a csüggedtség teljesen aláássa őket.
A diadal kiváltotta a keresztény világ csodálatát, az egriek hősiességét dicsőítették és Dobó Istvánt a "kereszténység Herkulese"-ként emlegették egész Európában.

### Október 19.

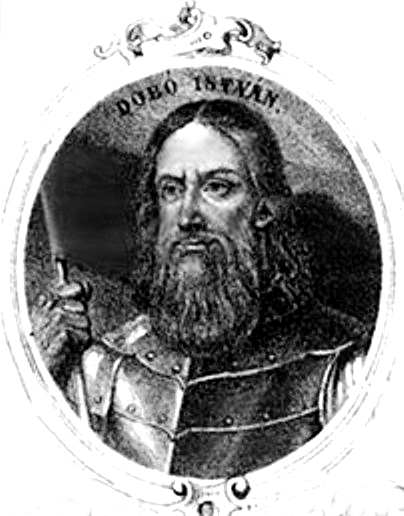
Dobó István feltételezett portréja Dobó Istvánról nem maradt fenn hiteles ábrázolás.

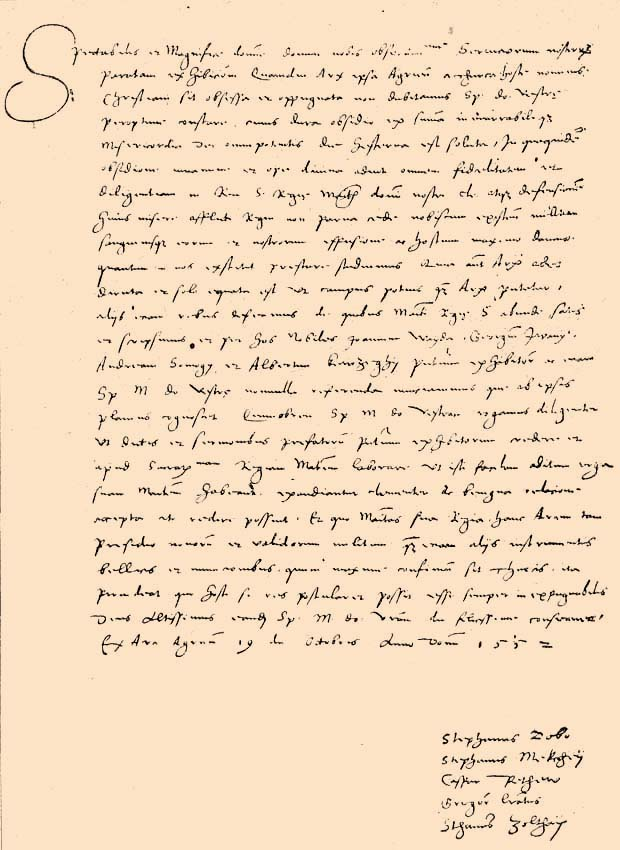
"E kemény ostrom a mindenható Isten végtelen és kimondhatatlan könyörülete folytán tegnap véget ért." Dobó István és társai levele Nádasdy Tamás nádorhoz.

Dobó és hős társai, a heroikus küzdelem és a védők szempontjából nagy diadalnak tekinthető ostrom után, 1552. október 19-én Eger várából levelet küldtek Nádasdy Tamás nádornak a Magyar Királyság legfőbb méltóságának:
Tekintetes és Nagyságos urunk ajánljuk legkészségesebb szolgálatunkat. Mióta vette ostrom alá a kereszténység ellensége, a török, ezt az egri várat, bizonyosan tudja Tekintetességed. A kemény ostrom a mindenható Isten legfőbb és kimondhatatlan kegyelme folytán a tegnapi napon megszünt. Az ostrom alatt Isten segélyével hűségünket és buzgalmunkat Ő felsége legkegyelmesebb urunk s annyira sujtott szegény országunk védelmére, a velünk levő katonák nem csekély küzdelmével, az ő vérök s a mienk ontásával, továbbá az ellenségben okozott kártétellel, a mennyire lehetett, kimutatni igyekeztünk. Minthogy azonban a vár annyira le van rombolva, hogy a földdel szinte egyenlőnek mondható és inkább nyílt mezőhez, mintsem várhoz hasonlít, azon felől minden szükségesben hiányt szenvedünk, amint erről Ő felségéhez is elég bőven írtunk, s a következő nemes férfiak: V. J., I. Gy. stb. mint megbizottaink, fogják még némelyekről kimerítőbben tájékoztatni; igen kérjük Tekintetességedet, hogy küldötteink szavainak és elbeszélésének hitelt adni s odahatni méltóztassék, hogy Ő Felsége elé bocsáttatván, kegyelmes kihallgatást nyerjenek és jóakaró válaszszal minél előbb visszatérhessenek: hogy Ő Felsége ezt a várat, amely oly közel van a török végvárhoz, megújított erős őrséggel hadi és egyéb felszereléssel úgy fogja ellátni, hogy az ellenség által megvívhatatlan legyen. Isten tartsa meg Tekintetességedet és Nagyságodat sokáig szerencsésen!
Eger várából, október 19-én, az Urnak 1552-ik esztendejében.
Dobó István,
Mekchey István,
Pethő Gáspár,
Gergely deák,
Zolthay István”
Ám az Egerbeliek közben víg ünnepet ülnek,

mint aki megszületett újra az ostrom után.

S mint aki végre sötét tömlöcből megszabadulva

vágyja a napfény lágy, életadó melegét,

úgy vágyott az Egerbeli, hogy meglássa a géták

elhagyatott sátrát, nézze kihűlt helyüket.

Tárul a várkapu, szétszélednek szerte a síkon,

és a barátainak mind mutogatja : „No, nézd,

itt Ali vert sátrat, de amott meg a nagynevü Ahmed,

gyakran e helyről lőtt ágyugolyót a török,

máskor az ostromlók a rohamra emitt gyülekeztek,

ott alakították bősz haditerveiket.

## A nők szerepe a vár védelmében
Eger sikeres 1552. évi védelme szorosan összeforrt a helyi nők vitézségével: az elsősorban gyermekeikért küzdő asszonyokat az elszánt anyai szeretet vezette. Bár a történelemben nem Eger az egyetlen olyan helyszín, ahol a nők is kivették részüket a védelemben, hasonló példákat már az ókorban is találunk, sőt Magyarországon később is történnek nők által véghezvitt hőstettek: 1660-ban, miután a török megsemmisítő vereséget mért II. Rákóczi György erdélyi fejedelemre, nyomban ostrom alá vették Váradot. Az őrség zöme Rákóczi holttestét kísérte Gyulafehérvárra, emiatt a várban és a városban alig akadt katona. Váradot a polgárság és a helyi asszonyok is elszántan védték, de végül győzött a túlerő. Ennek ellenére a török méltányolta a maroknyi védő és az asszonyok elszántságát, ezért értékeikkel és a helyi nyomdával szabad elvonulást engedélyeztek nekik.
Ugyancsak közhely ma már Zrínyi Ilona hősiessége, aki két éven keresztül tartotta a maroknyi Thökölyhez hű kuruccal és néhány idegen katonával Munkács várát, ezalatt pedig megfelelő utánpótlásról is gondoskodott, de végül árulás következtében fel kellett adnia az erősséget.
A törökök részéről is van egy kevéssé ismert epizód: Buda visszafoglalásakor az egyik keresztény rohamot budai török nők verték vissza, Jókai Mór emeli ki mindezt az epizódot, párhuzamba állítva az egri eseményekkel. Ugyanitt a várat védő Abdurrahmán pasa az ostromló keresztényekkel szemben hasonlóan Bornemissza Gergelyhez ötletes eszközöket, pl. tűzkerekeket alkalmazott. Ezen megoldások némelyikét a velencei háborúban figyelte meg Kréta szigetén.

## Felmentési kísérlet

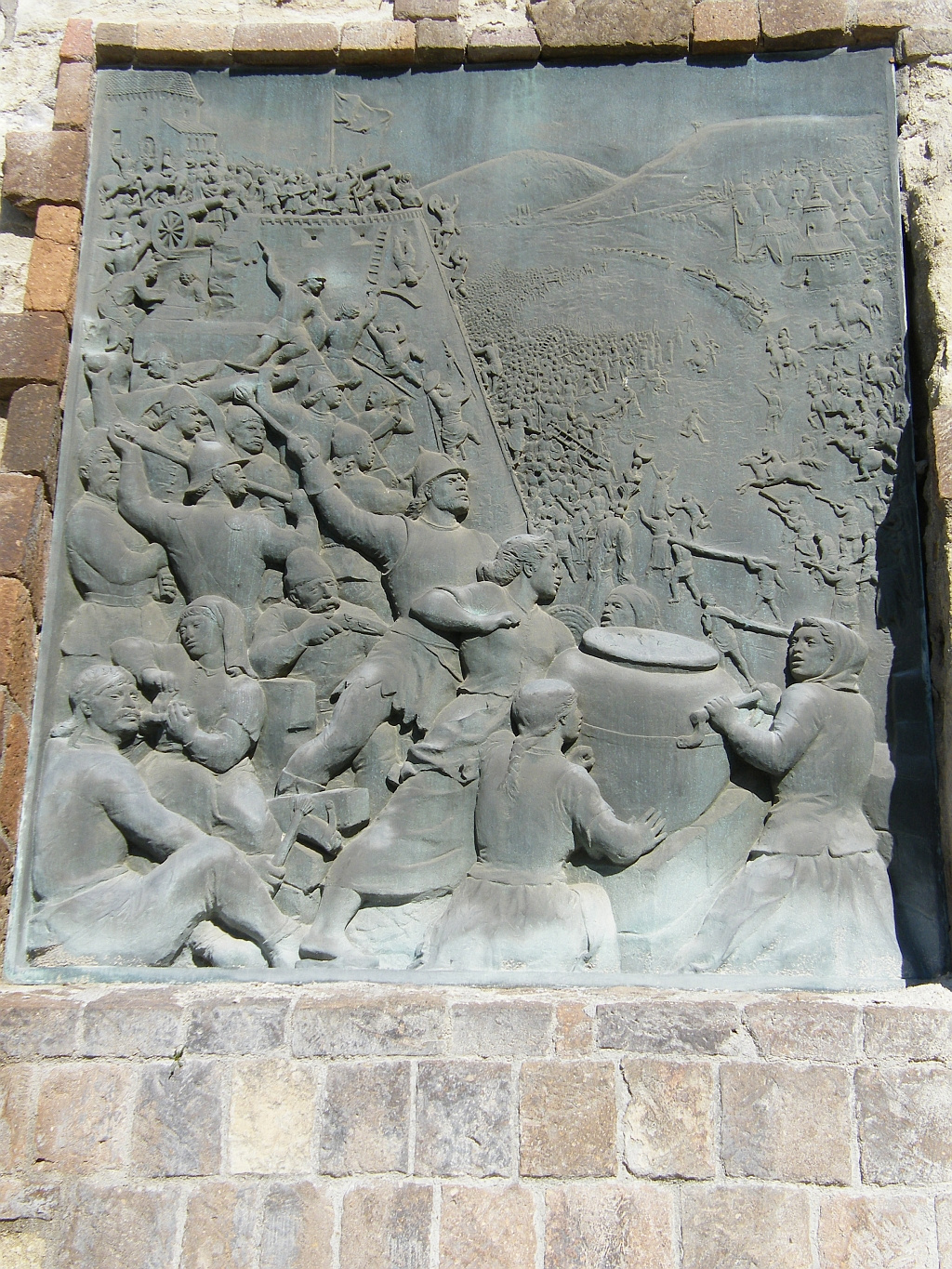
Csatajelenet (Egri vár), a várkapu melletti várfalban helyezték el Tar István és Illés Gyula szobrászművész rézből öntött domborművét, amely az ostrom 400. évfordulójának emlékére készült 1952-ben

I. Ferdinánd magyar király értesítette a várkapitányt, hogy két zászlóalj cseh zsoldost fog majd küldeni, de a felmentő sereg túl későn érkezett meg és ezért nem juthattak be a törökök által körülzárt várba. A magyar királyi levéltárból megtudható, hogy történtek lépések Eger felmentésére. Ferdinánd király Móricz szász választófejedelmet akarta odaküldeni: "Gondoskodjék arról, hogyan lehetne Eger alól elűzni a törököt". Az október 3-i levélét megerősítve a király közölte, hogy helyesli a tervet. Elindult Győrből Eger alá kb. 11 ezer főnyi brandenburgi, szász, osztrák és cseh csapatokból álló seregével. Azt remélte, hogy Giovanni Battista Castaldo itáliai zsoldosvezér is csatlakozik, aki ekkor Erdélyben tartózkodott. Reményei szerint a két egyesülő sereg és a várbeliek lehetséges támogatásával talán sikerül visszavonulásra késztetni a törököket, noha a budai pasa egymaga Palástnál súlyos vereséget mért a királyi keresztény haderőre, mely Mohács óta először próbált szembeszállni nyílt terepen a törökökkel. Ez a közelmúlt veresége komoly bizonytalansággal és félelemmel töltött el sok katonai parancsnokot.
A felmentő hadak nem érkeztek meg Eger alá, ami jellemző volt az egész végvári harcok történetében. Legtöbbször a késve jövő zsold, az ellátásbeli hiányosságok szolgáltattak okot arra, hogy a csapatok lassan mozogtak. Móric serege esetében sem volt másképp, aki természetesen igyekezett ezeket amennyire lehetett kiküszöbölni, mégsem tudott úrrá lenni a bajokon. Nehezítette a helyzetét, hogy az országban ekkor pestis volt, amely az ő katonáit is tizedelte, sőt a száraz idő miatt sem a katonák, sem a harci, vagy teherhordó állatok nem jutottak elegendő vízhez.

## A magyar győzelem okai
- A törökök túlzott, a győztesekre olykor jellemző magabiztossággal, a védők az esélytelenek nyugalmával és elszántságával készülődtek és küzdöttek.
- Dobó Istvánt már halálra ítélték korábban, ezért nem féltette életét.
- A törökök arra számítottak, hogy Dobó félelmében átadja a várat.
- Az életüket féltőket felszólította a vár elhagyására, az árulási kísérleteket preventíven megakadályozta.
- A vár gondos előrelátó felkészítése, az ágyúk bölcs elhelyezése, hogy a védfalak mögé is kerültek nagyobb ágyúk.
- Kritikus pillanatban a vár közepére felállított ágyúk mentették meg a várat egyik részének az elfoglalásától.
- A hidegre fordult október végi idő és az élelmezési nehézségek a török harci kedvét csökkentették, a várban azonban a védők számára még fél évre elegendő élelmiszertartalék állt rendelkezésre.
- Ostromlók ellen magyar nők is védekezetek, ami a törökök harci kedvét apaszthatta.

## Eger 1552-es ostromát követő időszak eseményei

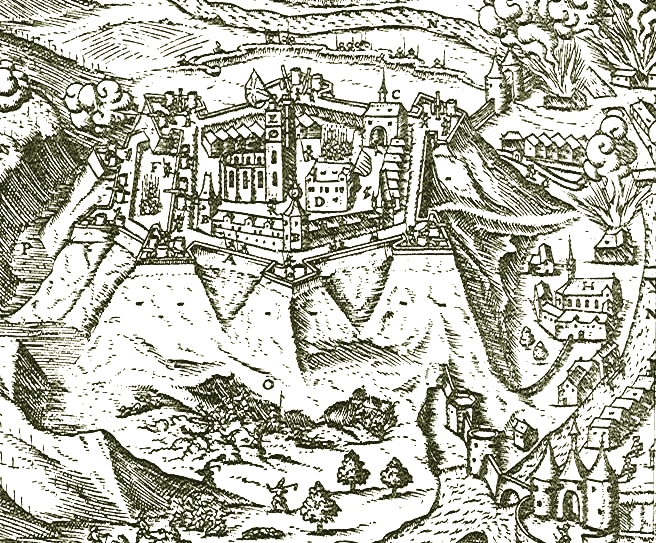
Az újjáépült Eger vára a tragikus 1596-os ostrom kezdetén

Az 1552. évi hadjárat során a törökök lényegesen megnövelték a megszállt területeik nagyságát, de mivel Eger védői hősiesen ellenálltak, a szultán által a parancsnokló pasáknak kitűzött célt, a gazdag és virágzó Felső-Magyarországi bányavárosok megszállását, nem érték el.
1553-ban Castaldo kivonult Erdélyből, helyére az egri hős, Dobó István érkezett vajdaként, mellette Kendi Ferenc lett az alvajda.
1553. március 13-án, Bornemissza Gergely vette át Dobótól az egri vár és a püspöki javadalmak kezelését. A vár újjáépítését irányította és ő tervezte és építtette a Gergely-bástyát.
Ferdinánd tárgyalásokat kezdeményezett a Portával. Erdélyben Dobó alatt nyilván nem a török-orientáció vált elsődlegessé, aminek folytonos török fenyegetés lett a vége. 1555 decemberében végül az országgyűlés újra Ferdinándhoz fordult segítségért. Ugyanezen gyűlés azonban – be sem várva Ferdinánd válaszát – Balassa Menyhértet főkapitánnyá választotta, és a teljes erdélyi haderőt rábízta. Ezzel nemcsak Dobó István vajdasága szűnt meg, hanem nyílt szakítás is volt Ferdinánddal, melyet a Balassa által összehívott 1556. januári országgyűlés szentesített. 1556. június 14-én Ferdinánd lemondott Erdélyről, s tette ezt a török szultánnak írott levelében, miközben Hadim Ali budai pasa már május óta Szigetvárt ostromolta.
1556 szeptemberében II. János és Izabella visszatért Erdélybe. 1559-ig Izabella kormányzott, annak ellenére, hogy II. János már 1554-ben elérte a „törvényes kort”, és legkésőbb 1558-ban nagykorúsítani lehetett volna. Folytonos háború dúlt a Felső-Tiszavidéken, melyben egyik fél sem jutott számottevő előnyökhöz. Habsburg Ferdinánd, éppen úgy, mint a fia Miksa, igyekeztek megtartani a békét, de nem mondtak le arról, hogy Erdélyt a Magyar Királysághoz csatolják.
Az 1552-es sikertelen ostromot követően megkezdték a végzetesen sérült vár helyreállítását. Az építkezések szigorú előírások mellett zajlottak. A helyreállítás az 1560-as évekig eltartott, amelyet Francesco Pozzo építőmester és Martino Remiglio építész vezetett, Paulo Mirandola a Huszárvárat és a belső várat fejlesztette tovább. Ebben az időben épültek a vár ó-olasz rendszerű ötszögletű bástyái is.
Az 1565-ös titkos szatmári egyezség János Zsigmond és Miksa között megpróbálta lezárni a polgárháborút, de a március 13-án kötött ideiglenes béke nem állandósult.
Kevesen tudják, hogy Bornemissza Gergelyt, akit egy évvel az 1552-es ostrom után egri várkapitánynak neveztek ki, a törököknek sikerült elfogniuk. Isztambulba vitték és kivégezték. Mekcsey István, a másik várvédő hős, maga is egri várkapitány (amíg ő is le nem mondott), Egerből való távozása után, útban hazafele, magyar parasztok támadásának lett áldozata: baltákkal széthasították a fejét. A kivételes katonai képességekkel megáldott Dobó István Eger sikeres megvédése után nem ismert lehetetlent. Reménytelen feladatokat is vállalva, következetesen a Habsburg ház legerősebb támasza maradt Magyarországon és Erdélyben egy olyan korban, amelyben a magyar nagyurak naponta változtatták pártállásukat. A köszönet nem is maradt el: Dobó az egri ostromot követően háromszor is börtönbe került, eleinte különböző ürügyekkel, míg végül nyíltan kimondatott rá a Habsburgok részéről a hűtlenség vádja. A feljelentők Dobóra féltékeny nagyurak voltak. A koholt vádak alapján az országgyűlés idején letartóztatott Dobó István belepusztult harmadik börtönbüntetésébe: roncsként került szabadlábra, és néhány héten belül már el is temetik. Eger nemsokára török kézre került.

### Drinápolyi béke

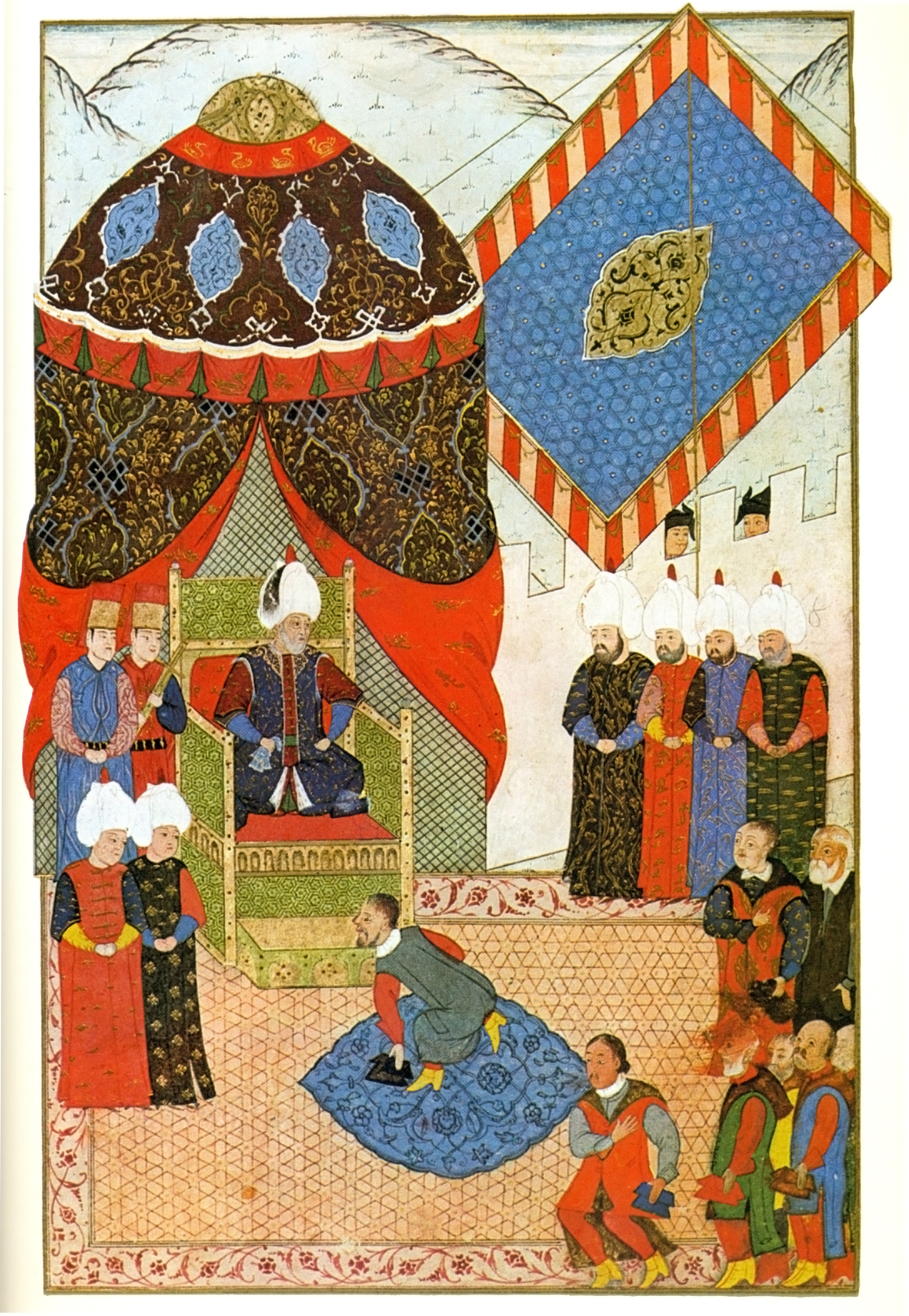
I. Szulejmán oszmán szultán fogadja János Zsigmond Erdély első fejedelmének hódolatát Zimonyban, 1566

I. Miksa magyar király (német-római császárként II. Miksa) és II. Szelim oszmán szultán 1568. február 17-én békét kötött. Miksa eredetileg 10 évre szerette volna kötni a szerződést, de a szultán csak 8 évre volt hajlandó a fegyverszünetet kitolni, azzal a megjegyzéssel, hogy lejárta után meg lehet újítani.
Több, mint fél évig tartó tárgyalás után létrejött a felek által elfogadott megegyezés.
A drinápolyi béke megállapodásai a következők voltak:
- I. Miksa tudomásul vette az 1552–1566 közötti török hódításokat
- mindkét félnek megtiltotta a további területszerző hadjáratokat, ezzel kölcsönösen garantálták a kialakult határok fenntartását
- egyikőjük sem támadja meg Erdélyt, ugyanakkor Erdély sem támadhatja meg sem a Habsburg Birodalmat, sem az Oszmán Birodalmat
- az alattvalóknak nem lesz bántódásuk, szabadságukban nem akadályozzák őket
- Erdély és az Oszmán Birodalom az Erdély és a Tisza közötti területeken lévő falvakat, városokat, várakat elcserélhetik
- tilos emberkereskedelmet folytatni
- a követek szabadságot, sértetlenséget élveznek
- a császár évi 30 ezer magyar aranyforint adót fizetett a szultánnak.

### Speyeri szerződés
1570. augusztus 16-án megkötötték a speyeri szerződést (vagy speyeri egyezményt). Ez az egyezség II. János magyar király és Miksa magyar király között köttetett, amelyben az 1568. február 17-én megkötött drinápolyi békével együtt jogilag rögzítették a fennálló állapotot, amely szerint II. János Erdély és a Partium hercege (princepse), és rögzítették azt is, hogy Erdély a Magyar Királyság elidegeníthetetlen része.

### Eger várának elvesztése 1596-ban és visszafoglalása 1687-ben
1596-ban a tizenöt éves háború egyik jelentős fejezete volt a vár újabb ostroma. A jól felszerelt vár és a megközelítőleg 7000 várvédő háromhetes csata után adta fel a várat, az ostrom III. Mehmed oszmán szultán döntő győzelmével végződött.
Eger várát 91 évnyi török megszállás után a császári seregek csak 1687-ben, július 9-től december 17-ig tartó blokádjának segítségével szabadította fel Antonio Caraffa, a Szent Liga tábornoka a török uralom alól. A vár visszafoglalása azonban ekkor nem ostrommal, hanem kiéheztetéssel történt.

## Megjelenése a művészetekben

### Zenei feldolgozások
- Egri csillagok – Várkonyi Mátyás – Béres Attila: Egri csillagok, történelmi musical[73][74]

### Filmfeldolgozások
- Egri csillagok – történelmi film 6 felvonásban, az utolsó magyar némafilm[75] Fejős Pál rendezésében, amelynek a sajtóbemutatóját 1923. december 6-án tartották a Royal-Apolló filmszínházban. A felvonáscímek: 1. Hol terem a magyar vitéz?, 2. Rabmadár aranykalitkában, 3. A leláncolt oroszlán, 4. Igaz szerelemnek igaz boldogság az ára, 5. Amikor a pogány volt az úr Magyarhonban, 6. Eger ostroma.[76]
- Egri csillagok egész estés magyar film, amely Gárdonyi Géza azonos című regénye alapján készült, 1968-ban mutatták be a mozikban.[77]

### Irodalmi feldolgozások
- Tinódi Lantos Sebestyén

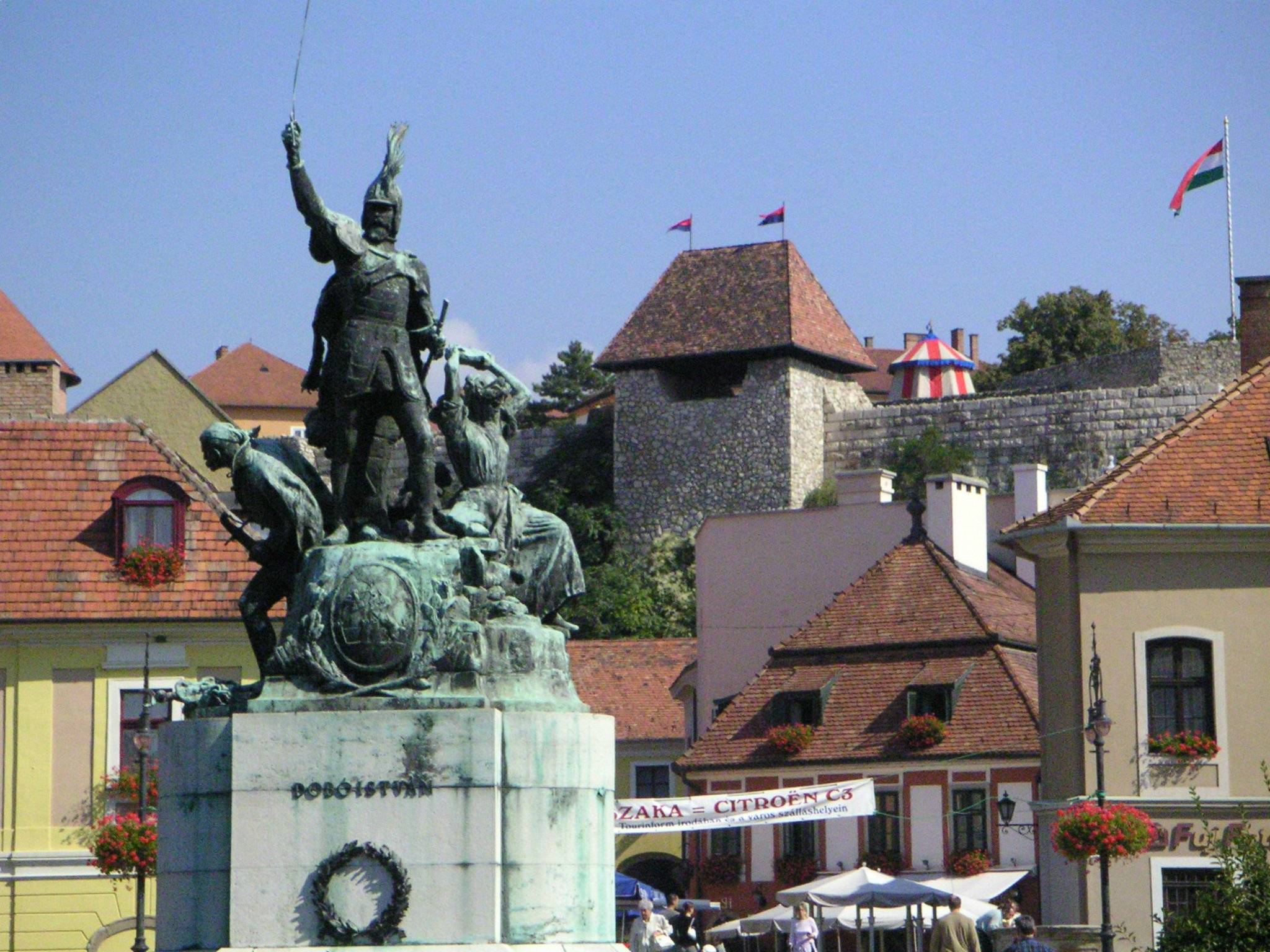
Dobó István szobra Egerben. Strobl Alajos alkotása (1907)

  - Eger vár viadaljáról való ének história, Online elérés
  - Egri históriának summája, Online elérés
  - Cronica, Online elérés
- Zsámboky János 1553-ban Ferdinánd király parancsára latinra fordította Tinódi hosszabbik énekét[78]
- Vörösmarty Mihály
  - Eger – Három énekben Online elérés
  - Dobó Online elérés
- Petőfi Sándor
  - Eger mellett Online elérés
  - Egri hangok Online elérés
- Jókai Mór
  - A magyar nemzet története regényes rajzokban – Dobó István, s az egri hősök Online elérés
- Gárdonyi Géza
  - Egri csillagok Online elérés

- Szigligeti Ede
  - Egri nők (színmű, 1851-ben mutatták be Budapesten)
- Nemes János
  - Egri harangok – In memoriam Bornemissza Gergely, Zrínyi, Budapest, 1999, ISBN 9633273234
- Georgii Erdödy
  - Hercules Christianus, sive Stephanus Dobo Artis Agriensis praefectus de achomete vezirio gloriose triumphans, Pozsony, 1729

## Az ostrom emlékezete
Az ostrom hiteles leíróinak vehetjük Tinódit és Csabait, akik a lezajlott ostrom helyszínére siettek.
Az ostromot leíró szerzők:
- Tinódi Lantos Sebestyén költő
- Forgách Ferenc váradi püspök

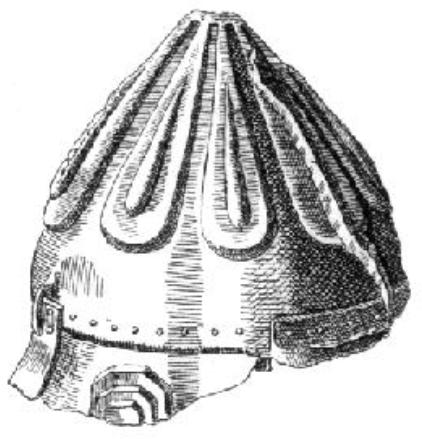
Dobó István sisakja egri síremlékén

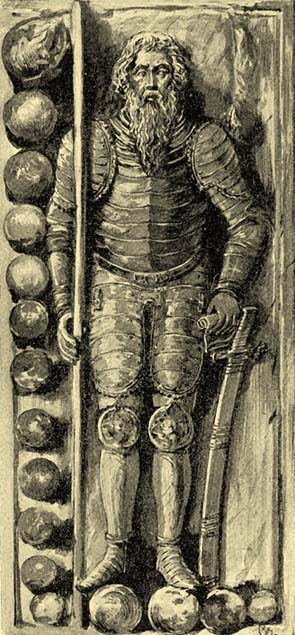
Dobó István síremléke, vörös márvány dombormű, mely egykor dobóruszkai sirját jelölte, amely ma az egri Dobó István vármúzeum hősök termében látható

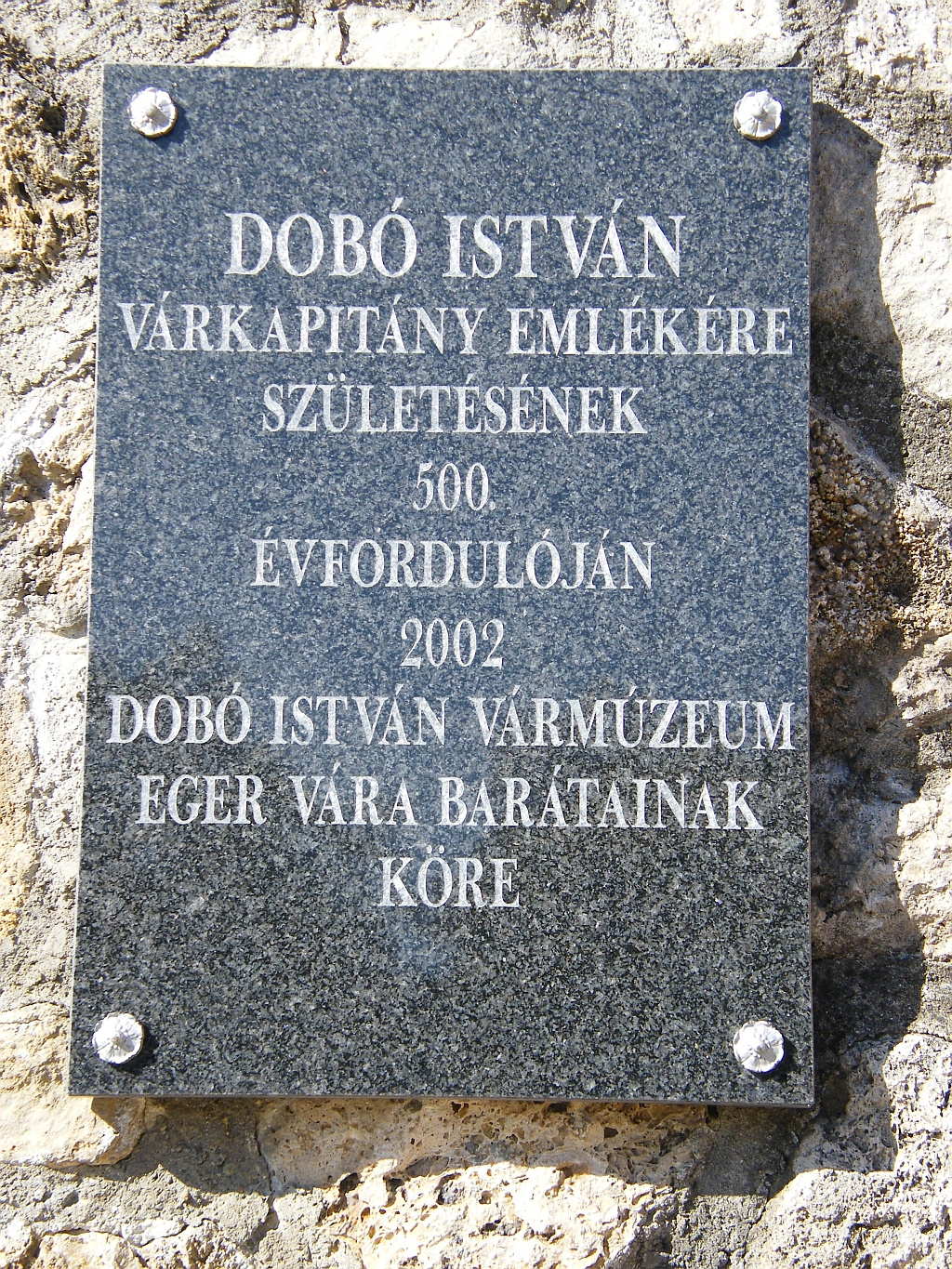
Emléktábla az egri várban

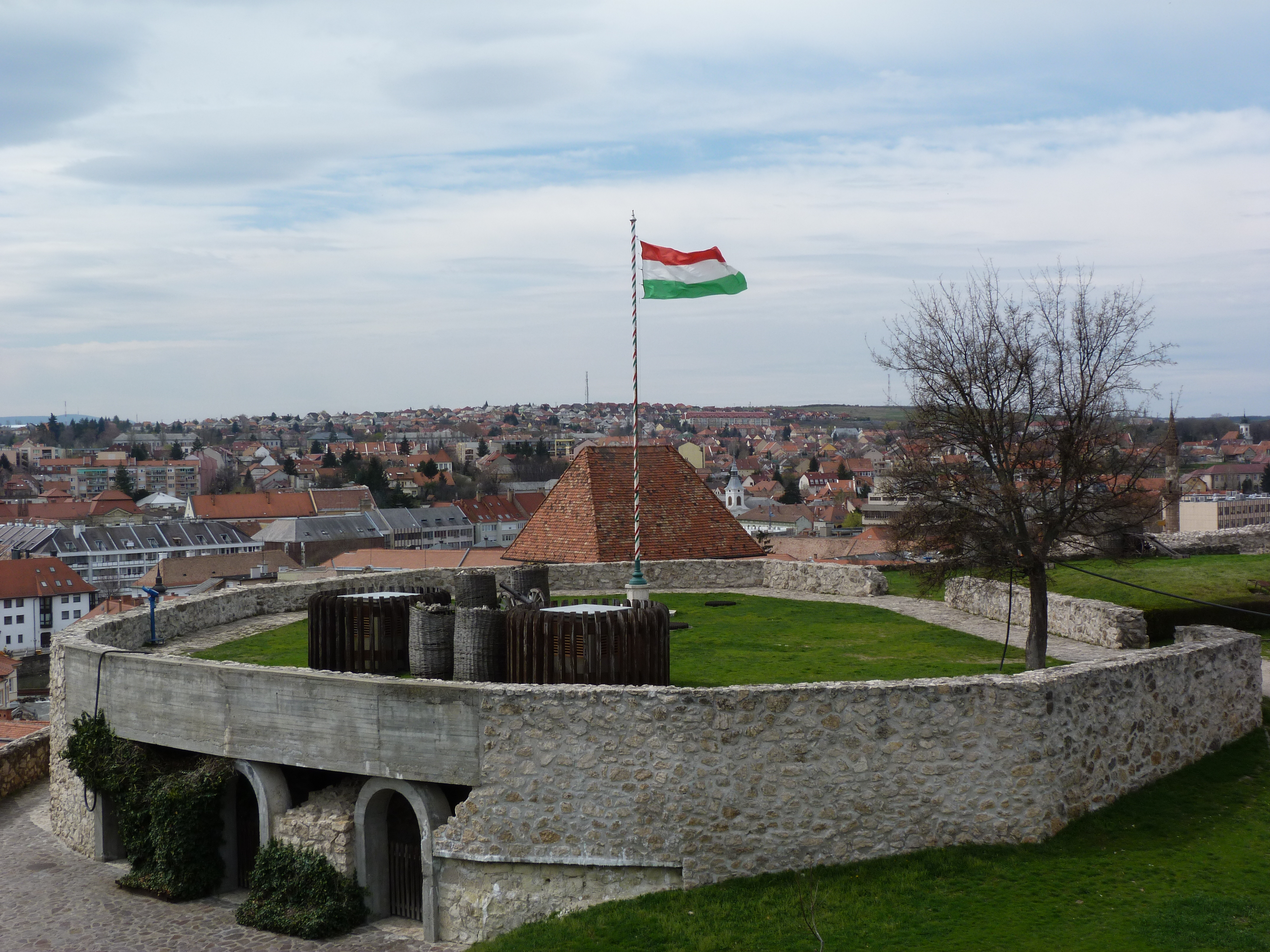
Eger vára ma, nemzeti emlékhely

- Istvánffy Miklós politikus, költő, humanista történetíró, alnádor
- Christian Schesaeus erdélyi szász költő
- Dzselalzáde Musztafa török krónikaíró
- Csabai Mátyás tanár, aki a tanulmányait a Dobó család támogatásával folytatta.[81]
- Ascanio Centorio (Commentarii della gvuerra di Transilvania[82])
- Giovanni Michele Bruto[83]
- Mathias Miles